# Kürnach

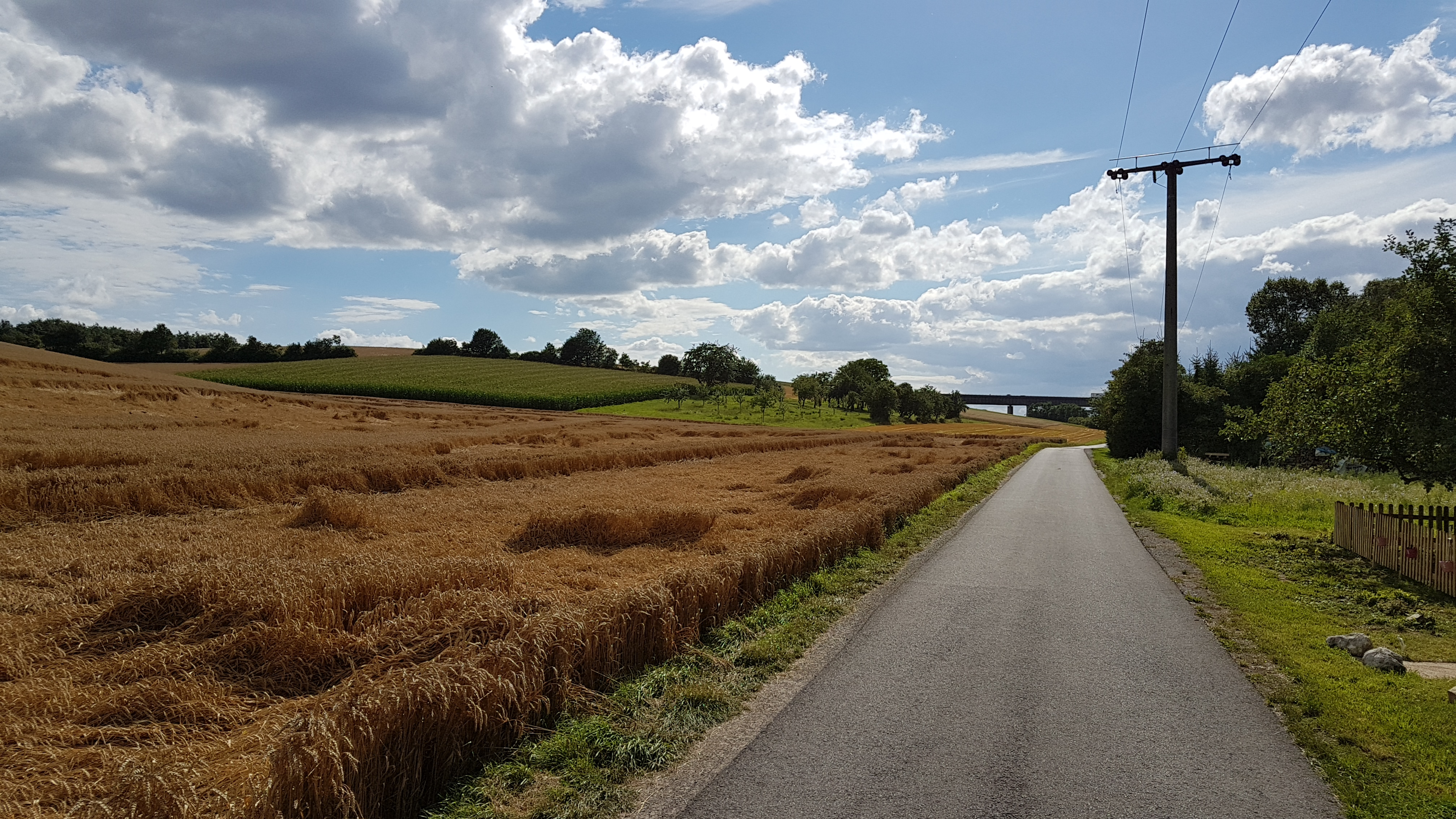
Radweg und Schrebergärten an der Kräuterwiese mit der Autobahnbrücke im Hintergrund

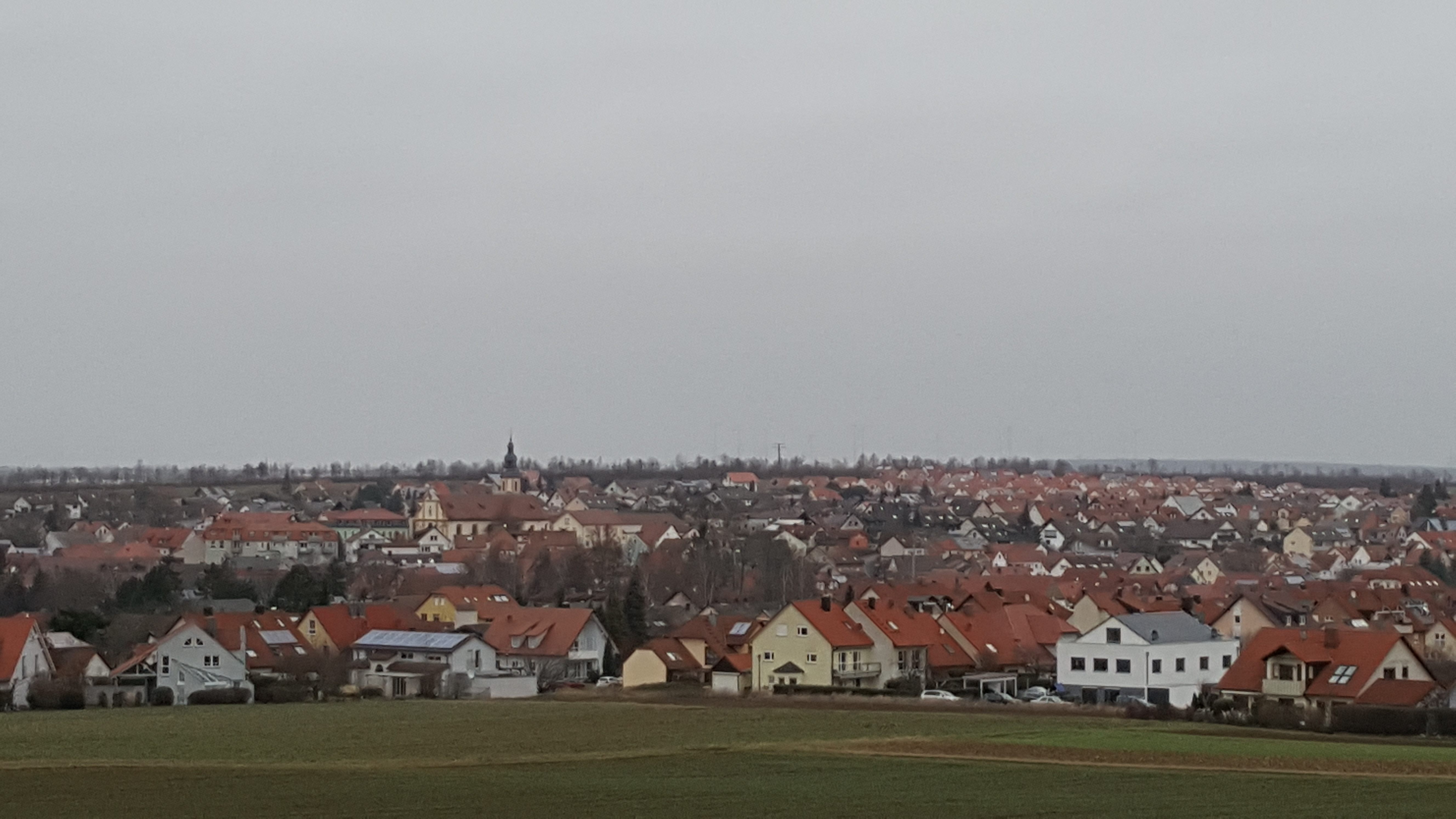
Blick auf Kürnach (2016)

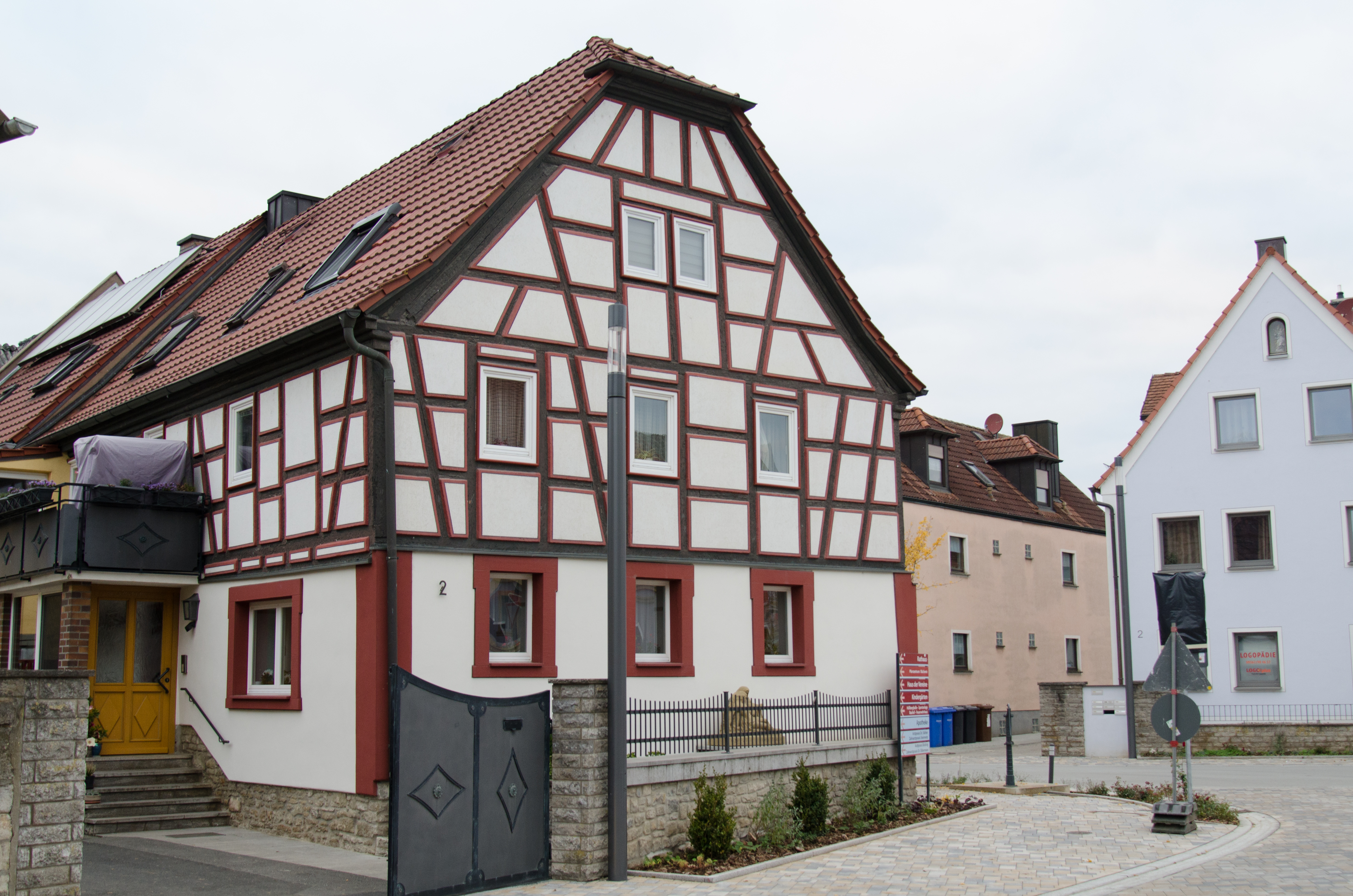
Marxhof im Altort

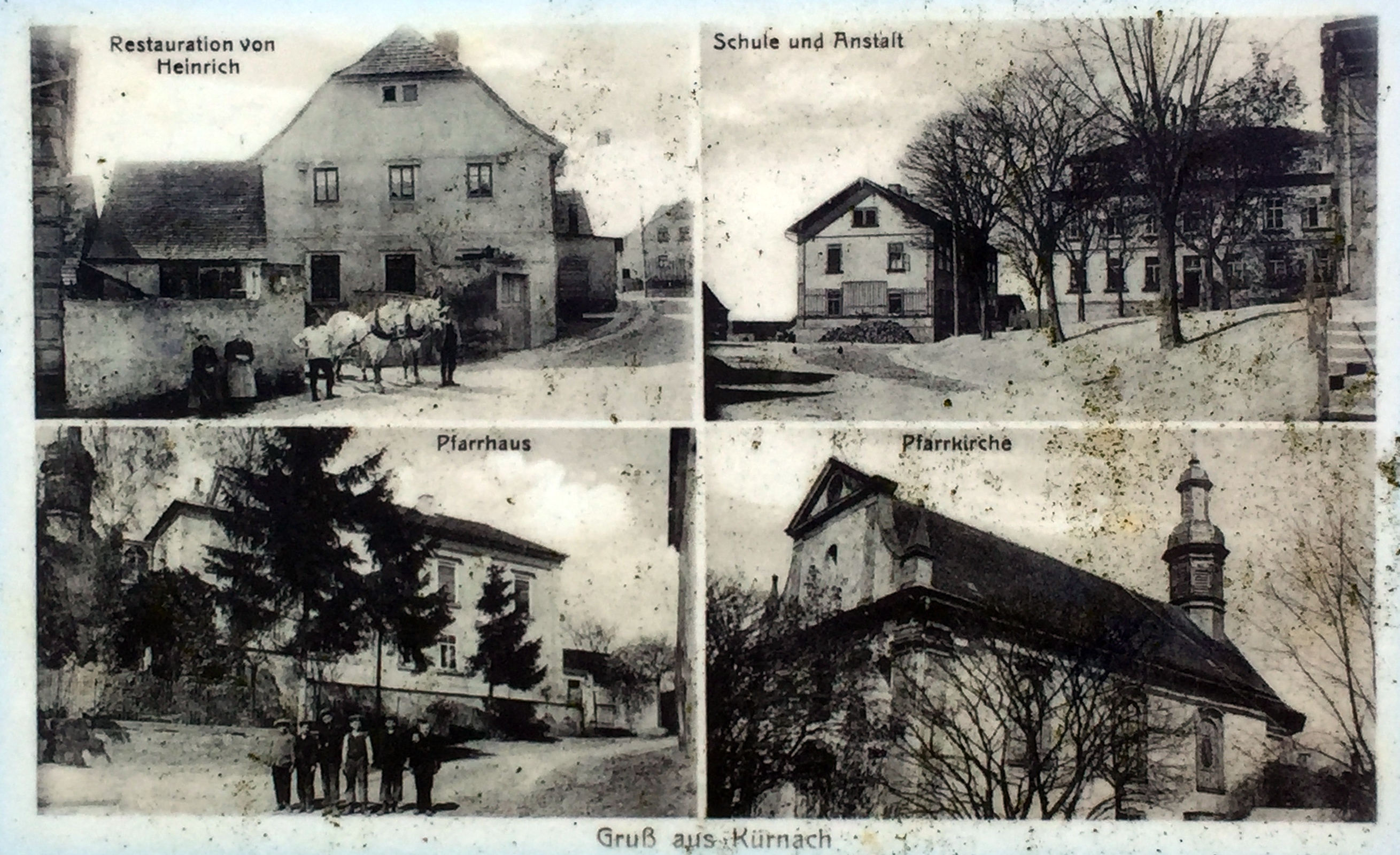
Postkarte um 1910

Kürnach ist eine Gemeinde im unterfränkischen Landkreis Würzburg in Bayern.
Die im Jahr 779 erstmals urkundlich erwähnte Gemeinde entwickelte sich seit Ende des 20. Jahrhunderts von einem ländlich strukturierten Dorf zu einer modernen Stadtrandgemeinde im Umfeld des Oberzentrums Würzburg, an der Entwicklungsachse Würzburg–Schweinfurt. Durch die zahlreichen Wohngebiete, die rund um den Ortskern entstanden, stieg die Einwohnerzahl von rund 1300 im Jahr 1950 auf rund 5000 im Jahr 2019. Mit der Einwohnerentwicklung ging eine stetige Verbesserung der Infrastruktur einher.

## Geographie

### Geographische Lage
Der Ort Kürnach liegt im bayerischen Regierungsbezirk Unterfranken, acht Kilometer nordöstlich von Würzburg und 25 Kilometer südwestlich von Schweinfurt. Die Gemeinde grenzt direkt an den Landkreis Kitzingen. Die Kürnach entspringt östlich der gleichnamigen Gemeinde. Sie fließt durch Estenfeld und Lengfeld, bis sie schließlich nach 11,6 Kilometer in die Pleichach mündet. Die mittlere Höhenlage beträgt 250 Meter über Normalnull.

### Gemeindegliederung
Es gibt nur die Gemarkung Kürnach. Zum Hauptort gehören die Obere Mühle, Mittlere Mühle (Herrenmühle) und die Grießmühle (Untere Mühle). Durch das Wachstum des Ortes befinden sich diese mittlerweile teilweise im Ortsgebiet.

### Nachbargemeinden
Die Nachbargemeinden sind Estenfeld, Unterpleichfeld, Prosselsheim, Rimpar, Rottendorf und Dettelbach.
|           | Unterpleichfeld                             | Prosselsheim |
| Rimpar    | Kompassrose, die auf Nachbargemeinden zeigt |              |
| Estenfeld | Rottendorf                                  | Dettelbach   |

### Geologie
Die Gemeinde liegt im schmalen Südwestende der Bergtheimer Mulde, an die sich im Osten das Volkacher Gewölbe anschließt. Die einzelnen in Kürnach vorhandenen Schichten sind (von unten nach oben) der Mittlere Muschelkalk, der Obere Muschelkalk, der Untere Keuper und der Mittlere Keuper.

### Klima
Das Klima in Kürnach gilt als gemäßigt, aber warm (Cfb). Die Temperatur liegt im Jahresdurchschnitt bei 9,0 °C mit durchschnittlichen Höchstwerten von 18,2 °C im Juli und Tiefstwerten von −0,6 °C im Januar. Jährlich fallen etwa 626 Millimeter Niederschlag. Dabei ist der Februar mit durchschnittlich 38 Millimetern der trockenste Monat, während der Juni mit 74 Millimetern die größten Niederschlagsmengen aufweist.
|                        | Jan  | Feb  | Mär | Apr | Mai  | Jun  | Jul  | Aug  | Sep  | Okt  | Nov | Dez  |   |      |
| Mittl. Temperatur (°C) | −0,6 | 0,8  | 4,6 | 8,9 | 13,1 | 16,4 | 18,2 | 17,8 | 14,7 | 9,5  | 4,1 | 0,8  | ⌀ | 9,1  |
| Mittl. Tagesmax. (°C)  | 1,9  | 4    | 9,1 | 14  | 18,7 | 22   | 23,8 | 23,4 | 20   | 13,9 | 6,9 | 3,1  | ⌀ | 13,4 |
| Mittl. Tagesmin. (°C)  | −3,1 | −2,4 | 0,2 | 3,8 | 7,6  | 10,9 | 12,6 | 12,3 | 9,4  | 5,2  | 1,4 | −1,5 | ⌀ | 4,7  |
|                        |      |      |     |     |      |      |      |      |      |      |     |      |   |      |
| Niederschlag (mm)      | 44   | 38   | 44  | 47  | 58   | 74   | 61   | 63   | 46   | 46   | 50  | 55   | Σ | 626  |

| −3,1 |

| −2,4 |

| 0,2 |

| 3,8 |

| 7,6 |

| 10,9 |

| 12,6 |

| 12,3 |

| 9,4 |

| 5,2 |

| 1,4 |

| −1,5 |

| −3,1 |

| −2,4 |

| 0,2 |

| 3,8 |

| 7,6 |

| 10,9 |

| 12,6 |

| 12,3 |

| 9,4 |

| 5,2 |

| 1,4 |

| −1,5 |

## Namen

### Etymologie
Der Name der Gemeinde (ursprünglich Quirnaha) leitet sich von der Kürnach, dem gleichnamigen Bach, der durch den Ort fließt, ab. Im lokalen Dialekt lautet er „Körni“.

### Frühere Schreibweisen
Folgende Schreibweisen von Kürnach gab es im Laufe der Geschichte:
- 779 Quirnaha
- 1070 Cvrnhaa
- 1165 Curnhaa
- 1177 de Curnahe
- 1249 Curna
- 1262 Curnach
- 1279 Kvrnach
- 1633 Körnach
- 1891 Kürnach

## Geschichte

### Vorgeschichte
Auf Kürnacher Gemarkung wurden Arbeitsgeräte aus Hornstein und grauem Feuerstein mit Sichelglanz gefunden, die von umherstreifenden Jägern in der Altsteinzeit, also zwischen 600 000 und 10 000 v. Chr., zeugen. In der Jungsteinzeit, also zwischen 4500 und 1800 v. Chr., wurde das klimatisch günstige Kürnachtal mit seinen fruchtbaren Böden von Menschen besiedelt, die Ackerbau und Viehzucht betrieben, Tongefäße mit bandschlingenartigen Verzierungen herstellten (Linearbandkeramiker) und in etwa 20 m langen Holz-Lehmhäusern wohnten. Die tiefgründigen Löß-Lehmböden um das Kürnachtal eigneten sich zur Züchtung von Wildgräsern zu Getreide wie Weizen, Gerste und Hirse. Auch der Flachsbau war bekannt. Es wurde ein Randleistenbeil aus der Bronzezeit, die etwa von 1800 bis 1200 v. Chr. dauerte, auf Kürnacher Gemarkung gefunden. Seine Form ähnelt sehr Ötzis Beil. Es ist heutzutage im Museum für Franken auf der Festung Marienberg in Würzburg ausgestellt. Eine Siedlung der späten Bronzezeit wurde 1983 südlich der Straße nach Prosselsheim und nördlich des Wäldchens Geißbühl gefunden. Aus der Urnenfeldzeit, also aus dem letzten Abschnitt der Bronzezeit, liegt eine Gussform für einen Schmuckanhänger aus Glimmerschiefer vor, die östlich der Pfarrkirche St. Michael gefunden wurde. Diese Gussform zeigt sehr vereinfachte, nach unten zeigende Vogelköpfe, die im donauländischen Kulturkreis als Heilszeichen galten. Des Weiteren liegen Funde aus der Eisenzeit und von den Kelten vor. Siedlungsplätze der Hallstattkultur in der Gemarkung Kürnachs lagen in der Nähe der Höllberghalle, zwischen dem Wäldchen Geißbühl und der Prosselsheimer Straße, südlich des alten Sportplatzes, nördlich des Dorfes an der Umgehungsstraße und auf der Flur Hüthstatt oberhalb der Grießmühle.

### Mittelalter
Zwischen dem 6. und 7. Jahrhundert erfolgte die fränkische Besitznahme des von Alamannen, Thüringern und Resten keltischer Bevölkerung bewohnten Gebietes. Kürnach wurde erstmals im Jahr 779 mit der Bezeichnung Quirnaha-Mühlbach urkundlich erwähnt. Später behielt die älteste Siedlung am Bach diesen Namen. Im Jahr 822 wurde die Siedlung in einer Bestätigung zum Gütertausch Kaiser Ludwig des Frommen genannt. 844 bestätigte Ludwig der Deutsche ebenfalls einen Güter- und Manicipientausch.
Von 1070 bis 1090 existierte in der heutigen Bachgasse ein Fronhof des Benediktinerinnenklosters Kitzingen. Diesen hatte das Kloster vermutlich durch königliche Schenkung erhalten. Noch bis Mitte des 19. Jahrhunderts musste Kürnach Teile seines Zehents dem aus dem Kloster hervorgegangenen Spital Kitzingen geben. In den Hof gingen die Edelfreien Ritter von Grumbach 1151 als Vögte des Kitzinger Klosters ein und aus und kontrollierten die jeweiligen Meier, also die Verwalter dieses Grundbesitzes. Außerdem brachten die Grumbacher die Mühle des Fronhofes, die Grießmühle und Teile der Einnahmen des klösterlichen Fronhofes an sich. Sie gehörten zu den ältesten Edelfreien im Bistum Würzburg und waren Teil des Ritterkantons Steigerwald.
Zahlreiche Verkaufsurkunden aus dem 12., 13. und 14. Jahrhundert geben Nachricht von den Weinbergen in der Kürnacher Markung. So erhielt das Kloster St. Stephan, dem die Mittlere Mühle in Kürnach gehörte, im Jahre 1103 von Egispert und seiner Frau Mathild ein Gut in Himmelstadt und einen Weingarten „bei dem Dorfe oder an dem Bache Kürnach“. 1348 wird weiterer Weinbesitz des Klosters St. Stephan „in villa Kürnach“ erwähnt. 1346 vererbrechtet das Dittricherspital zu Würzburg an die Witwe Kunne Otte in Kürnach fünf Morgen Weingärten „uf den Röthen“, dem Südhang des Wachtelberges, 1809 „Steigsweinberg“ genannt.
In Kürnach gab es zwischen 1156 und 1313 ein Ministerialengeschlecht, das sich nach seinem Sitz „de Curnhaa“ („von Kürnach“) nannte. Dieses bestand aus Beamten des Bischofs von Würzburg, die zu Hof- und Kriegsdiensten herangezogen wurden. So fanden diese Aufnahme in den Niederen Adel. Die Ministerialen waren Männer, die sich bemühten, wie die Edelfreien Ritter zu leben, die zu Kriegsdiensten bereit sein mussten, aber auch als Urkundenzeugen zur Verfügung zu stehen hatten. Sie bildeten im Dorf ein Gegenpol zu den Edelfreien Rittern von Grumbach und lebten in einer kleinen Burg mit der dazugehörigen Hube namens Weidenhof in der Prosselsheimer Straße. Diese befand sich jedoch nicht an der Stelle des heutigen Geschäftshauses, welches den gleichen Namen trägt. „Daz Burglin“ ging später in das Eigentum der Ritter von Grumbach über, bevor diese es 1388 an das Bürgerspital Würzburg veräußerten. Der erste bekannte Kürnacher Ministeriale war Cunradus de Curnhaa, der Bischof Herold um 1165 zur Zeit Kaiser Barbarossas diente.
Es existierte 1265 der „Hof Kürnach“ hinter dem Falkenhaus (mit dem ehemaligen „Falkenhof“) in Würzburg. Diesen Hof besaß zwischen 1265 und 1274 Heinrich von Bayreuth, der zu jenen Patriziern gehörte, die 1274 als Anhänger des Bischofs Berthold von Henneberg aus der Stadt vertrieben wurden. Dies war der Ort, in den die Zehentabgaben aus Kürnach abgeliefert werden mussten. Ebenfalls wurde von 1279 bis 1300 ein Kloster der Zisterzienser in Kürnach betrieben. Seine Ausstattung war außerordentlich gering und beschränkte sich auf Liegenschaften und Nutzungsrechte in der allernächsten Umgebung des Klosters. Zum letzten Mal wird dieses Kloster 1320 in einer Urkunde des Zisterzienserinnenklosters Heiligenthal erwähnt. 1280 hatte das Kloster Ebrach Besitz in der heutigen Gemeinde. Im Jahr 1288 wurde die Mittlere Mühle, die Mühle des Klosters St. Stephan in Würzburg, in den Klosterurkunden genannt.
1292 wurde erstmals ein Pfarrer der damaligen Pfarrkirche erwähnt, die zuerst nach Blasius von Sebaste und später bis zur Erbauung der neuen Kirche nach dem Heiligen Petrus in Ketten benannt war. Der Ort erhielt den Pfarrer in Zusammenhang mit der Errichtung des Zisterzienserinnenklosters in Kürnach. Eine Urkunde von 1320 lässt die Schlussfolgerung über die früheste Geschichte der Pfarrei Kürnach zu. Das Kirchengebäude wurde im Laufe der Zeit zu klein und konnte die Zahl der Gläubigen nicht mehr fassen.
Bis 1327 tagte das Zentgericht auf Kürnacher Gemarkung. 1328 erwarben die Ritter von Wolffskeel und Grumbach in Kürnach Besitz. Die Herren von Grumbach gehörten dem fränkischen Uradel an und galten zeitweise als reichstes Adelsgeschlecht Frankens. Sie gehörten dem Ritterkanton Rhön-Werra an und sind von den Edelfreien von Grumbach zu unterscheiden. Das Geschlecht hatte seinen Stammsitz im benachbarten Burggrumbach. Ihr größter Besitz in Kürnach war die Grießmühle, die noch zur Zeit Julius Echters von Mespelbrunn (1581) ein Lehen der Grumbacher war. 1388 wurde „daz Burglin“, also eine kleine Burg, erwähnt. Diese diente zuerst dem Kürnacher Ministerialengeschlecht und später den Rittern von Grumbach als Sitz. 1388 wurde das gesamte Areal von den Grumbachern an das Bürgerspital zum Heiligen Geist in Würzburg verkauft. Der heute nicht mehr vorhandene „Weidenhof“ befand sich in der Prosselsheimer Straße. An dieser Stelle steht heutzutage ein Geschäftshaus, das den gleichen Namen trägt. Es liegt eine Aufzeichnung vor, die besagt, dass es bereits in demselben Jahr ein Gasthaus, das den Namen „Zum Kürnach“ trug, in der Pfarrei St. Peter in Würzburg gab. Dieses wurde von den Nachfahren des Kürnacher Ministerialengeschlechts betrieben.
1413 gab es sechs Höfe, die dem Hochstift Würzburg gehörten. Aus dem Jahr 1450 liegt die erste bekannte Dorfordnung für Kürnach vor, in der der Fürstbischof Herr über alle Güter zu Kürnach war. Allerdings gab es für die zwei Höfe des Stiftes Aschaffenburg, die ihren eigenen Vogt und ihre eigene Gerichtsbarkeit hatten, bereits 1400 eine Weisung. In diesem Aschaffenburger Weistum findet sich die Pflicht, nur innerhalb des Ortes zu heiraten. Um 1450 gehörte Kürnach zur Vogtei „Unser lieben Frauenberg“, die nach der Festung Marienberg benannt war. Diese unterstand selbst dem jeweiligen Fürstbischof und danach seinem Obervogt.

### Neuzeit
Vier Jahre vor dem Bauernkrieg, 1521, war Fürstbischof Konrad II. von Thüngen in Kürnach, um sich Erbhuldigung geben zu lassen. Der Eintrag darüber im Einnahmebuch des Fürstbischofs lautet: „Kürnach ist Erbhuldigung genommen uf Donnerstag nach Martini Anno 21 und sind Hans Kontz, Hans Schmidt uf dem Wallweg gein Aachen, Michael Schmidt und Klaus Volcker uf dem Wallweg zu St. Wolfgang desmals gewesen. Ist bevolhen in ihr Heimfahrt gein Würzburg zu kommen und allda Erbhuldigung zu tun.“ Zwei Kürnacher Männer hatten die lange und beschwerliche Reise zu Fuß nach Aachen unternommen, eine damals beliebte Wallfahrt.
Nach den Aufständen während des Krieges begann am 8. Juni das große Blutgericht, die Strafe für den Ungehorsam. Die Männer aus den umliegenden Dörfern mussten sich auf dem Rennweg in Würzburg aufstellen. Hierbei starben 36 Bauern. Man muss annehmen, dass die Kürnacher Männer mit auf dem Rennweg standen.
Im Jahr 1548 kam Fürstbischof Melchior Zobel von Giebelstadt mit sechzig Reitern nach Kürnach, um sich von der örtlichen Dorfbevölkerung huldigen zu lassen. Dieser rief die Gläubigen auf, an ihrem alten Glauben festzuhalten und nicht zum Protestantismus überzuwechseln. 1552 wurde Kürnach Wilhelm von Grumbach überlassen, der während der Regierungszeit des Fürstbischofs Konrad III. von Bibra dessen Marschall und Vertrauter war. Er stand hoch im Ansehen seines Herrn, der sogar seinen Sohn Cuntz von Grumbach aus der Taufe gehoben hatte. Allerdings drängte Fürstbischof Melchior Zobel von Giebelstadt Kaiser Karl V., den Vollzug der Verträge zu verhindern. Nach zweijährigem Hin und Her zwischen Grumbach und Würzburg war Kürnach wieder im Besitz des Fürstbischofs. Im Jahre 1559 wurde eine außerordentliche Erbhuldigung beschrieben, zu der Fürstbischof Friedrich von Wirsberg samt Gefolgschaft auf den Kirchberg kam. Während seiner Huldigung verbot dieser den Kürnachern die Jagd und erinnerte sie an die christliche, allgemeine Religion, in der sie beständig sein und bleiben sollten. Es liegt außerdem eine zweite Dorfordnung aus dem Jahr 1581 von Julius Echter von Mespelbrunn vor. Zudem ließ dieser in demselben Jahr wieder die vier jährlichen Hochgerichte aufrichten, an denen unter Vorsitz eines Obervogtes vom Frauenberg auch Mord und fließende Wunden verhandelt wurden. An den Gerichtstagen wurde auch die Dorfordnung vorgelesen und alle gemeindlichen Angelegenheiten wurden besprochen und geregelt, wie zum Beispiel die Bestellung der Dorfdiener. Diese Hochgerichte mussten einen Tag vorher von der Kirche angekündigt werden. Das Gericht traf sich im Gemeindehaus und verurteilte Kürnacher wurden in das Dorfgefängnis oder auf die Festung Marienberg nach Würzburg gebracht. Bevor Fürstbischof Gerhard von Schwarzburg 1372 „die Zent uf den Rhödern“ an die Estenfelder Ritter verlieh, tagte das Zentgericht schon einmal auf Kürnacher Gemarkung. Bis zum Jahr 1600 erwarben die Fürstbischöfe immer mehr Besitz in Kürnach, unter anderem gingen alle grumbachischen Besitzungen in der Gemeinde an das Hochstift Würzburg über.
1660 wurde das Dorfgefängnis im Keller eines Wohngebäudes auf dem Kirchberg erneuert, in dem Gefangene noch 1798 vorübergehend festgehalten wurden. Von der Küche aus konnte man die Eingeschlossenen versorgen, vom Gässchen her geschah das Einbringen, Abholen und Entlassen. Das steinerne Portal des ehemaligen Gefängnisses ziert heutzutage den Eingang eines großen Hauses auf dem Kirchberg.

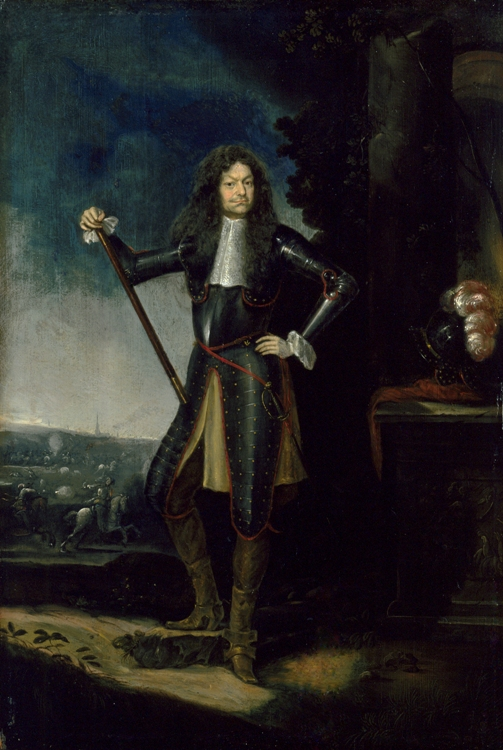
Raimondo Montecuccoli

Während des Dreißigjährigen Kriegs dienten 16 Kürnacher im Dettelbacher Fähnlein als „Musquetirer“. Es ist anzunehmen, dass das schwedische Heer unter Gustav II. Adolf bei seinem Zug von Unterpleichfeld über den Wachtelberg nach Würzburg auch nach Kürnach ausgeschwärmt war, um nach Lebensmitteln und Wein zu suchen. Im Zuge des Reichskrieges gegen Frankreich von 1673 bis 1675 verfütterte das kaiserliche deutsche Heer unter General Raimondo Montecuccoli in Kürnach allen Hafer des Dorfes an seine Pferde. Außerdem waren etliche Kürnacher im Einsatz in Würzburg, als zur Erntezeit 1673 die Franzosen unter ihrem General Turenne durch den Taubergrund heraufzogen, die Dörfer verheerten und Geld erpressten. Während dieser Zeit geriet Kürnach in Geldnot, sodass man Hilfe von außerhalb benötigte.
1721 wütete ein verheerender Brand in Kürnach, der weite Teile des Dorfes zerstörte. Aufgrund dessen verließen zwischen 1726 und 1786 18 Familien ihre Heimat, um sich im späteren Kaiserreich Österreich-Ungarn anzusiedeln.
1731 fand die Weihe der Pfarrkirche St. Michael statt. Aus der langen Bauzeit von 1723 bis 1731 lässt sich schließen, unter welchen wirtschaftlichen Problemen die Kirche erbaut wurde. Sie zeigt sowohl in ihrer Architektur als auch in ihrer Innenausstattung unverkennbare Stilelemente des Barocks. 1751 erbaute Balthasar Neumann zwei Jahre vor seinem Tod ein neues Pfarrhaus neben der Kirche. Dieses Pfarrhaus war aus Stein gebaut, gut heizbar und fast symmetrisch angelegt.

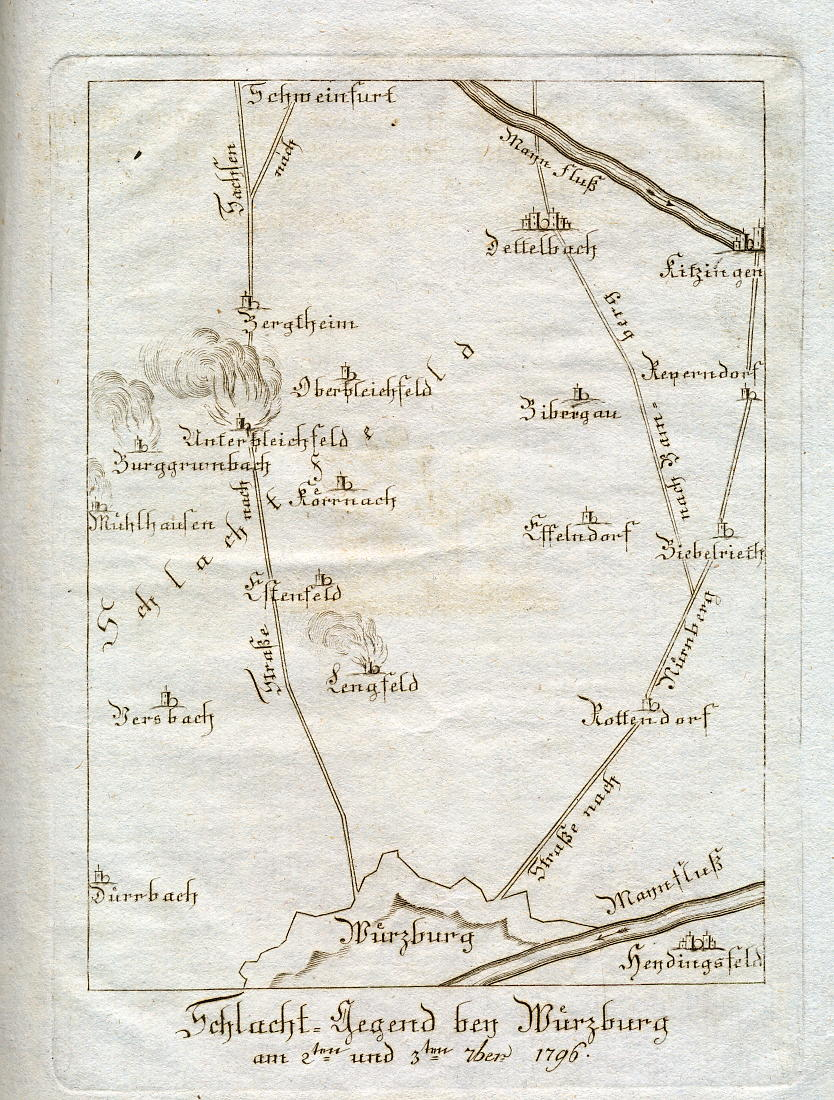
Skizze zur Schlacht bei Würzburg am 2. und 3. September 1796

In diesem übernachtete Karl von Österreich-Teschen während der Schlacht um Würzburg. Diese Schlacht war Teil des Ersten Koalitionskrieges (1792–1797) und dauerte vom 1. bis zum 3. September 1796. Da eine Niederlage für die Österreicher drohte, war Erzherzog Karl mit zusätzlichen Truppen am Schlachtfeld eingetroffen. In der Entscheidungsschlacht am späten Nachmittag des 3. September standen jetzt 45.000 Österreicher (davon 12.000 Reiter) etwa 30.000 Franzosen gegenüber. Nachdem die österreichische Division unter Feldmarschallleutnant Anton Sztáray die Gegner ins Kürnachtal zurückgedrängt hatte, fanden Gefechte zwischen Franzosen und Österreichern im Kürnacher Holz statt, wobei sich die Dorfbevölkerung im Wald von Mühlhausen versteckte. Im späteren Verlauf ging die Schlacht zugunsten der Österreicher aus. Die französische Garnison musste auf der Zitadelle von Würzburg unter Divisionsgeneral Spolemont mit 800 Mann kapitulieren und ging in Kriegsgefangenschaft.
Während der Napoleonischen Kriege blieb das Pfarrhaus auch stets das Quartier für die höchsten Offiziere der in Kürnach rastenden Heere der Franzosen, Russen, Preußen und Österreicher. Während dieser Zeit wurden 1797 Renovierungen im Haus vorgenommen. 1889 ließ Pfarrer Michael Müller das Pfarrhaus aufgrund von Baufälligkeit abreißen.
Ende des 18. Jahrhunderts wurde im Westen eine neue Heerstraße gebaut, die heutige B 19.
Als Teil des Hochstiftes Würzburg, das zum Fränkischen Reichskreis gehörte, wurde Kürnach 1803 zugunsten Bayerns säkularisiert, dann im Frieden von Preßburg (1805) Erzherzog Ferdinand von Toskana zur Bildung des Großherzogtums Würzburg überlassen, mit dem es 1814 endgültig an Bayern fiel.
Während der späteren Koalitionskriege fanden in Kürnach Truppendurchzüge und Einquartierungen französischer, russischer, preußischer und bayerischer Truppen statt. Im Zuge des Spanischen Feldzuges, der von 1808 bis 1813 dauerte, wurden auch in Kürnach 1808/09 Kriegskosten bezahlt und französische Truppen haben auf ihren Märschen hier übernachtet. Dieser wurde ausgelöst, da die Spanier sich gegen Napoleon Bonaparte erhoben, nachdem er den spanischen König abgesetzt und seinem Bruder Josef die Königswürde verliehen hatte. Napoleon Bonaparte und seine Gemahlin reisten auf ihrem Weg nach Bamberg 1813 durch Kürnach.
Im Jahr 1818 entstand die politische Gemeinde. 1895 wurde das Schwesternhaus erbaut und die Dillinger Franziskanerinnen zogen ein. Diese betrieben die damalige Schwesternstation und Kinderbewahranstalt.
Das Gesicht des Dorfes wurde jahrhundertelang durch die drei Mühlen und die Landwirtschaft auf den fruchtbaren Böden geprägt. Bis weit ins 19. Jahrhundert wurde auch Weinbau betrieben. Weiterhin verliefen die Handelsstraßen von Würzburg nach Bad Neustadt und von Würzburg über Bamberg nach Leipzig durch den Ort.

### Neueste Geschichte
Während des Ersten Weltkrieges wurde 1914 der erste Kürnacher als Reservist eingezogen. Neben Männern und Jugendlichen wurden auch Tiere eingezogen. Außerdem wurde in Kürnach das 5. Artillerie-Regiment (Ersatz) einquartiert und ab 1916 arbeiteten französische Kriegsgefangene im Ort. Aufgrund des Lebensmittelmangels in Würzburg kamen gegen Ende des Krieges immer mehr Stadtbewohner nach Kürnach, die auch bereit waren, hohe Preise für Lebensmittel zu zahlen. 30 Kürnacher sind im Ersten Weltkrieg gefallen.
Nach der Märzwahl 1933 wurden der Dorfplatz und die Semmelstraße in Adolf-Hitler-Platz bzw. Hindenburgstraße umbenannt. Ab 1934 mussten alle Gemeindeangestellten unter Aufheben der rechten Hand einen Treueid auf Hitler leisten. Seit dem 25. Oktober 1936 wurden Gewerbetreibende, die nicht Mitglied der Nationalsozialistischen Volkswohlfahrt waren, nicht mehr zu gemeindlichen Arbeiten zugelassen. Außerdem durften ab 1939 klösterliche Lehrkräfte nicht mehr unterrichten, und die Kreuze wurden aus den Schulsälen entfernt, da angeblich von den Erziehungsberechtigten in einer Abstimmung die Gemeinschaftsschule beantragt wurde. In dieser Angelegenheit ist in den einzelnen Berichten sehr Widersprüchliches zu lesen. Feststehen dürfte, dass viele Kürnacher diese Abstimmung als Schwindel bezeichneten. Das Verhältnis zwischen Kirche und Schule war in dieser Zeit sehr gespannt. Probleme gab es mit dem Religionsunterricht. So sollte Pfarrer Georg Schuhmann am Dreikönigstag Religionsunterricht erteilen. Oder man legte den Zeitpunkt des Religionsunterrichtes so ungünstig fest, dass der Pfarrer den Termin kaum einhalten konnte. Dieser war zudem völlig überlastet, da er ständig bis tief in die Nacht Abstammungsnachweise ausstellen musste. Nach jahrelangen Schikanen seitens der Nationalsozialisten wurde Pfarrer Georg Schuhmann 1940 von der Geheimen Staatspolizei verhaftet und musste drei Tage lang im Polizeigefängnis Würzburg in Untersuchungshaft. Zudem wurde die Pfarrbibliothek polizeilich geschlossen.
Ab 1939 wurden im Zuge des Zweiten Weltkrieges zuerst viele junge Männer, Pferde und Wagen eingezogen. Viele weitere folgten. Im Jahr 1943 wurde ein englischer Hauptmann während des Bombenangriffes auf die Industrie in Schweinfurt durch deutsche Flugabwehr zum Fallschirmabsprung über der Kürnacher Gemarkung gezwungen. Im Frühjahr 1944 fiel eine schwere Sprengbombe am Waldeck vor dem Langen Höllberg. Am nächsten Tag wurden in der Kürnacher Gemarkung 150 Stabbrandbomben gesammelt. Die Luftangriffe wurden nun immer häufiger, woraufhin in Kürnach eine militärische Einheit stationiert wurde. Außerdem gab es im Wald am Geißbühl fünf Munitionsbunker. Täglich war mehrmals Fliegeralarm. Bei Angriffen auf militärische Fahrzeuge wurden am Ortseingang zwei Unteroffiziere getötet. Zwei Kinder und ein Jugendlicher kamen ums Leben. Der Einwohner Alfons Dülk starb am 2. März an den Folgen eines Herzschusses, der ihm durch Tiefflieger zugefügt worden war. Nach dem Bombenangriff auf Würzburg am 16. März 1945 nahm die Gemeinde 1400 Würzburger auf, obwohl schon 150 Evakuierte aus Wuppertal im Dorf waren. Außerdem wurde die örtliche Schule für die alten Leute des Würzburger Bürgerspitals beschlagnahmt.
Am 6. April 1945 kamen die US-amerikanischen Streitkräfte nach Kürnach. Am Kirchturm und an allen Häusern mussten weiße Fahnen als Zeichen der Ergebung gehisst werden. Bürgermeister Rudolf Füller musste ein Schriftstück unterzeichnen mit folgendem Wortlaut: „Ich versichere durch meine Unterschrift, dass sich in meiner Gemeinde kein bewaffneter deutscher Soldat mehr befindet.“ Bürgermeister Füller unterzeichnete, obwohl er sich dessen nicht ganz sicher war. Der amerikanische Soldat erklärte: „Sollte beim Einmarsch unserer Truppen ein Schuss fallen, werden Sie als Erster erschossen.“ Als am Abend nach 18.00 Uhr nach Aussage der Amerikaner doch noch ein Schuss gefallen sein soll, wurde dem Bürgermeister befohlen, den Schützen innerhalb einer Stunde ausfindig zu machen und auszuliefern. Wenn dies nicht geschehe, werde er erschossen und die Gemeinde in Schutt und Asche gelegt. Da der Schütze nicht ermittelt werden konnte, entging Bürgermeister Füller, als die Soldaten nach einer Stunde wieder bei ihm erschienen, nur durch Glück dem Tod. Am nächsten Tag mussten alle Bauern in der Semmelstraße ihre Häuser und Höfe räumen, da dort die amerikanische Militärregierung untergebracht wurde. Da die Häuser durch die Evakuierung schon überbelegt waren, war es schwer, die Bauernfamilien unterzubringen. In manchen Häusern lebten dann schließlich 30 bis 40 Personen. Sie blieb drei Wochen in Kürnach. Am gleichen Tag wurden sämtliche Kriegsgefangene, die zur Landarbeit in Kürnach eingesetzt waren, vor allem belgische Soldaten und ausländische Zivilpersonen, freigelassen. Täglich kamen nun auch Flüchtlinge aus den Ostgebieten des Deutschen Reiches, für die Notquartiere beschafft werden mussten. Während des Zweiten Weltkrieges verloren 72 Kürnacher ihr Leben. 1963 wurde für die Kürnacher Gefallenen ein Kriegerdenkmal neben der Pfarrkirche gesegnet.
1961 zogen die ersten Aussiedler im Geißbühl, den heutigen Aussiedlerhöfen, ein, um aus den beengten dörflichen Verhältnissen auszusiedeln. Die Felder der Aussiedler waren im Zuge der Flurbereinigung um die Höfe gelegt worden. Die Bewirtschaftung wurde dadurch erheblich erleichtert. Der einzige Nachteil war der etwas weite Weg zum Dorf. Ab dem Jahr 1964 entstand die jetzige Siedlung Prosselsheimer Straße mit 53 Bauplätzen, um der großen Wohnungsnot nach dem Krieg zu begegnen.
Am 7. November 1966 wurde die Autobahnteilstrecke Würzburg-Estenfeld-Schweinfurt durch den damaligen Bundesverkehrsminister Hans-Christoph Seebohm übergeben. Die Gesamtstrecke, die sogenannte Rhönautobahn, welche die Nord-Süd-Verbindung zwischen Hamburg-Hannover-Kassel-Würzburg-Füssen und über das Biebelrieder Kreuz in Richtung München und Kufstein herstellte und die Strecke Hamburg-München um 100 Kilometer verkürzte, konnte am 30. September 1968 übergeben werden.
1971 folgte das Baugebiet „Neuer Berg“ mit seinen 120 Bauplätzen. Allerdings konnte der Bedarf an Bauplätzen durch diese weitere Siedlung noch immer nicht gedeckt werden, zeigte sich doch durch die verkehrsgünstige Lage der Gemeinde Kürnach zur nahen Stadt Würzburg ein deutlicher Trend zu dieser attraktiven Wohngemeinde. Dies machte eine weitere Ausweisung von Baugebieten erforderlich. Schließlich wurde der Bebauungsplan „Oberes Tor“ 1975 rechtskräftig.
In der zweiten Stufe der Gebietsreform in Bayern wurde die Gemeinde durch Rechtsverordnung der Regierung von Unterfranken 1978 Teil der Verwaltungsgemeinschaft Estenfeld. Der Gemeinderat wollte sich damit nicht abfinden und beantragte im Zuge von Korrekturen an der Gebietsreform, aus dieser Verwaltungsgemeinschaft entlassen zu werden. Dies führte letztlich zum Erfolg, da die Leistungsfähigkeit der Gemeinde nach diesen Korrekturen als ausreichend eingeschätzt wurde und auch die anderen Mitgliedsgemeinden der Verwaltungsgemeinschaft keine Einwände erhoben. Durch das Gesetz über die Änderung der Zugehörigkeit von Gemeinden zu Verwaltungsgemeinschaften vom 10. August 1979 wurde Kürnach aus der Verwaltungsgemeinschaft entlassen und bekam 1980 seine eigene Verwaltung zurück.
Ab 1981 kamen die Baugebiete „Obere Mühle“ und „Kieselgarten“ hinzu. 1989 wurde die Höllberghalle durch den damaligen Staatssekretär Franz Meyer eingeweiht.
1990 begann die Erschließung des Baugebiets „Schwarze Äcker“. Aufgrund der Größe des Baugebietes wurden die Arbeiten zur Erschließung in drei Abschnitte aufgeteilt. Ab 1991 folgten die ersten Häuser. Die Tatsache, dass Kürnach zu diesem Zeitpunkt im Stadtumland eine der wenigen Gemeinden war, in der Bauland zur Verfügung stand, hatte einen Bauboom ausgelöst.
1991 erfolgte die Fertigstellung der Ortsumgehung. Am 21. November fand die Übergabe der neuen Staatsstraße 2260 statt. Nach einer verhältnismäßig kurzen Bauzeit – Baubeginn August 1990 – konnte die Strecke vorzeitig dem Verkehr übergeben werden. Die Staatsstraße 2260 verbindet die Bundesstraße 19 bei Kürnach mit der Landkreisgrenze Kitzingen in Richtung Volkach. Durch die neue Staatsstraße wurden Umstufungen anderer Straßen nötig. Die B 19 alt vom jetzigen Kreisverkehr bei der Autobahnbrücke bis zur neuen Kreuzung St 2260 und weiter bis zur neuen Einmündung bei Unterpleichfeld wurde zur „Kreisstraße“ umgestuft. Die WÜ 2, beginnend von der Abzweigung von der St 2260 neu (Kürnacher Käppele) bis zur B 19 alt durch die Prosselsheimer und Pleichfelder Straße ist ebenfalls „Kreisstraße“. Die Ortsumgehung soll besonders auch die Nachbargemeinde Estenfeld vom Durchgangsverkehr entlasten und für die nordöstlichen Gemeinden und Städte Prosselsheim, Eisenheim, Volkach und Gerolzhofen eine raschere Anbindung an die neue B 19 Richtung Würzburg bringen.
Für die Aufstellung des Bebauungsplans für das Baugebiet „Schleifweg“ galten Grundsätze wie kleine Grundstücke, keine Mehrfamilienhäuser, enge Straßen, kein Durchgangsverkehr und verstärkte Grünordnung. Der Bebauungsplan wurde am 29. März 2001 als Satzung beschlossen. 2003 wurden die Erschließungsarbeiten abgeschlossen.
Ein ehemaliger Bauernhof im Geißbühl wurde im Juli 2004 zum Schauplatz eines Rechtsrockkonzerts der neonazistischen Hammerskins, an dem circa 600 Menschen teilnahmen. Der Investigativjournalist Thomas Kuban filmte dabei unter anderem Ausschnitte aus dem Auftritt der vorgeblich zwangsweise aufgelösten Band Tonstörung.
2013 wurden die Erschließungsarbeiten des Baugebiets „Schwarzer Brunn“ abgeschlossen.
Im Jahr 2015 fand in Kürnach ein Bürgerentscheid statt, bei dem sich eine Mehrheit von 68 % gegen ein weiteres Gewerbegebiet von 16 Hektar entschieden hat. Gegen einen einstimmigen Gemeinderatsbeschluss gründete sich die Bürgerinitiative „Pro Kürnach“, die letztendlich eine deutliche Mehrheit hinter ihr Vorhaben brachte.
Im März 2017 sorgte ein Tornado, der eine einen Kilometer lange Schneise der Verwüstung geschlagen hatte, für bundesweites Aufsehen. Dabei wurden 85 Grundstücke beschädigt.
Im Jahr 2019 begannen die Erschließungsarbeiten für das Baugebiet „Schleifweg III“, die im August 2020 fertiggestellt wurden.
Durch die Siedlungstätigkeit im Würzburger Umland ab den 1960er Jahren ist die Einwohnerzahl stark angestiegen. Das heutige Gemeindebild wird hauptsächlich von den vier Neubaugebieten, einer guten Infrastruktur und dem vielfältigen Angebot an Vereinen geprägt.

### Einwohnerentwicklung
| Jahr      | 1831 | 1904 | 1950 | 1961 | 1970 | 1987 | 1991 | 1995 | 2000 | 2005 | 2010 | 2015 | 2018 |
| --------- | ---- | ---- | ---- | ---- | ---- | ---- | ---- | ---- | ---- | ---- | ---- | ---- | ---- |
| Einwohner | 675  | 1237 | 1291 | 1352 | 1754 | 2849 | 3020 | 3539 | 3991 | 4387 | 4466 | 4796 | 5053 |

Im Zeitraum 1988 bis 2018 stieg die Einwohnerzahl von 2908 auf 4783 um 1875 Einwohner bzw. um 64,5 % – der höchste prozentuale Zuwachs im Landkreis im genannten Zeitraum.
Quelle: BayLfStat

## Religion

### Römisch-katholische Kirche
1292 wurde erstmals ein Pfarrer in Zusammenhang mit dem Zisterzienserinnenkloster Kürnach erwähnt. Die Pfarrei wurde 1320 gegründet. Ab 1331 hatten verschiedene Domherren aus Würzburg in Kürnach Besitz. Im Jahre 1407 wurde Mühlhausen als Filiale von Kürnach genannt. 1464 gehörte Kürnach zum Archidiakonatsbezirk Kitzingen. Da sich Kitzingen jedoch sehr früh der Reformation anschloss, wurde der Sitz des Archidiakonats um 1525 nach Dettelbach verlegt. 1565 wurde Estenfeld der Pfarrei hinzugefügt. Heutzutage gehört die Pfarrei zur Pfarreiengemeinschaft Kürnach-Estenfeld-Mühlhausen, zum Dekanat Würzburg rechts des Mains und zum bayerischen Bistum Würzburg. 2011 hatte die Gemeinde 3073 katholische Einwohner.

### Evangelisch-lutherische Kirche
1960 lebten 44 evangelische Christen in Kürnach und Mühlhausen, die zum Vikariat Rottendorf gehörten. Im Jahre 1964 erhielten die evangelischen Christen die St.-Markus-Kapelle in Estenfeld. 1982 hatte Kürnach 350 evangelische Einwohner. 1994 wurde der evangelische Kindergarten St. Markus eingeweiht. Im Jahr 2011 zählte die Gemeinde 689 evangelische Einwohner.

## Politik

### Bürgermeister
Folgende Personen waren Bürgermeister von Kürnach:
- 1876–1882: Wilhelm Leonard Heinrich
- 1882–1888: Georg Josef Wolff
- 1888–1895: Johann Josef Scheller
- 1895–1897: Johann Georg Fleischer
- 1897–1907: Johann Valentin Scheller
- 1907–1924: Michael Gregor Schrauth
- 1924–1941: August Dülk
- 1941–1945: Rudolf Füller
- März 1945–Dezember 1945: Georg Blatterspiel
- Dezember 1945–1946: Ludwig Schrauth
- 1946–1948: Karl Dülk
- 1948–1956: Rudolf Füller (CSU)
- 1956–1966: Alfons Röding (BP)
- 1966–1984: Josef Schneider (CSU)
- 1984–1996: Otto Habermann (UWG-FW)
- 1996–2008: Manfred Ländner (CSU)[52]
- 2008–2020: Thomas Eberth (CSU)
- seit 1. Mai 2020: René Wohlfart (SPD)[53]

### Gemeinderat
Der Gemeinderat besteht aus 16 Mitgliedern. Bei der Kommunalwahl vom 15. März 2020 haben von den 3750 stimmberechtigten Einwohnern in der Gemeinde Kürnach 2928 von ihrem Wahlrecht Gebrauch gemacht, womit die Wahlbeteiligung bei 78,08 % lag.
- SPD: 3
- Grüne: 2
- FW: 4
- CSU: 7

### Allianz Würzburger Norden
Die Gemeinde gehört neben Estenfeld, Prosselsheim, Unterpleichfeld, Oberpleichfeld, Bergtheim, Hausen bei Würzburg, Rimpar, Eisenheim und Güntersleben dem 2016 von den Gemeinden des nördlichen Landkreises Würzburg gegründeten Bündnis zur interkommunalen Zusammenarbeit an.

### Wappen
| Wappen Gde. Kürnach | Blasonierung: „In Rot ein nach links gerichteter Wellenschrägbalken, darüber ein silbernes Mühlrad, darunter ein schräglinks gestellter silberner Schlüssel.“ |
| Wappen Gde. Kürnach | Wappengeschichte: Kürnach wird erstmals 779 urkundlich erwähnt als "Quirnaha", das Mühlbach bedeutet. Der Ortsname leitet sich vom gleichnamigen Bach ab, der durch den Wellenschrägbalken dargestellt wird sowie durch das Mühlrad. Bis in die neuere Zeit standen an seinen Ufern drei Mühlen. Der Schlüssel ist einem Dorfgerichtssiegel entnommen, das seit 1742 belegt ist. Er ist das Attribut des heiligen Petrus und weist auf das ehemalige Patrozinium der Pfarrkirche hin. Diese gehörte zu dem Zisterzienserinnenkloster Kürnach, das vor 1279 gegründet und um 1300 wieder aufgelöst wurde. 1425 wird sie als St.-Blasius-Kirche erwähnt, um 1686 erscheint das Patrozinium des heiligen Petrus in Ketten. Die heutige Kirche wurde 1723 neu errichtet und 1731 dem heiligen Michael geweiht. Das Dorfgerichtssiegel dürfte demnach vor dieser Zeit geschnitten worden sein. In der Farbgestaltung Weiß und Rot wird auf die Zugehörigkeit zum Hochstift Würzburg hingewiesen. Dieses Wappen wird seit 1978 geführt. |

### Partnerschaften
Seit 1987 besteht eine Partnerschaft mit der im Süden Portugals gelegenen Kleinstadt Aljezur. Außerdem gibt es seit 2017 eine Partnerschaft mit Cavan in Irland. Das Bistum Brejo in Brasilien ist die Partnergemeinde der Pfarrgemeinde.

## Kultur und Sehenswürdigkeiten

### Drei Mühlen von Kürnach
Die älteste der drei Mühlen von Kürnach ist die Mittlere Mühle, die „Hoennemoel“, als die sie 1288 erstmals von ihrem damaligen Besitzer, dem Kloster St. Stephan in Würzburg, erwähnt wurde. Sie befindet sich unterhalb der Semmelstraße an der Kürnach (Pleichach). 1939 wurde sie stillgelegt und 1999 komplett abgerissen. An dieser Stelle steht heute der Biolandhof Bieber.
Die Obere Mühle, die sich im Osten des Dorfes an der Kürnach (Pleichach) befindet, wurde erstmals 1292 als „widenmoel“ von ihrem damaligen Besitzer, dem örtlichen Kloster der Zisterzienserinnen, erwähnt. 1798 befand sie sich im Besitz des Stiftes Neumünster, allerdings wurde sie 1979 stillgelegt und heutzutage existiert nur noch das Wohngebäude.
Die Grießmühle gehörte zwischen 1070 und 1090 zum Fronhof des karolingischen Benediktinerinnenklosters Kitzingen. 1151 ist Markard von Grumbach Verwalter des Klosters. Von 1582 bis 1798 war die Mühle in Besitz des Hochstifts Würzburg. 1884 kaufte sie Andreas Ringelmann für 29.000 Mark. 1968 wurde sie stillgelegt. 1955 stifteten die Geschwister Ringelmann der Pfarrkirche St. Michael die Kreuzigungsgruppe von Johann Peter Wagner, deren Kopie heute vor der Mühle steht.

Die drei Mühlen von Kürnach
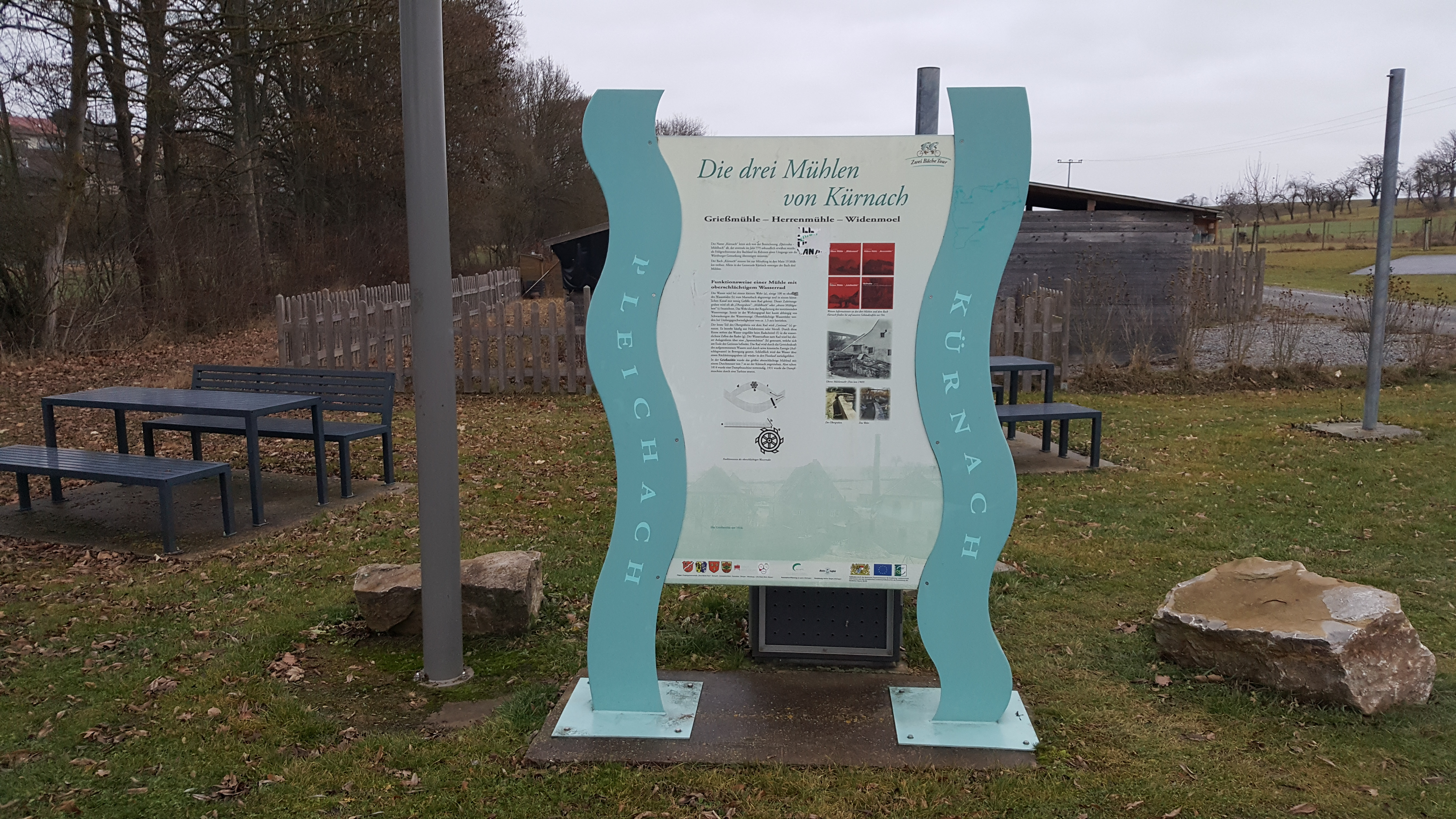
Hinweistafel
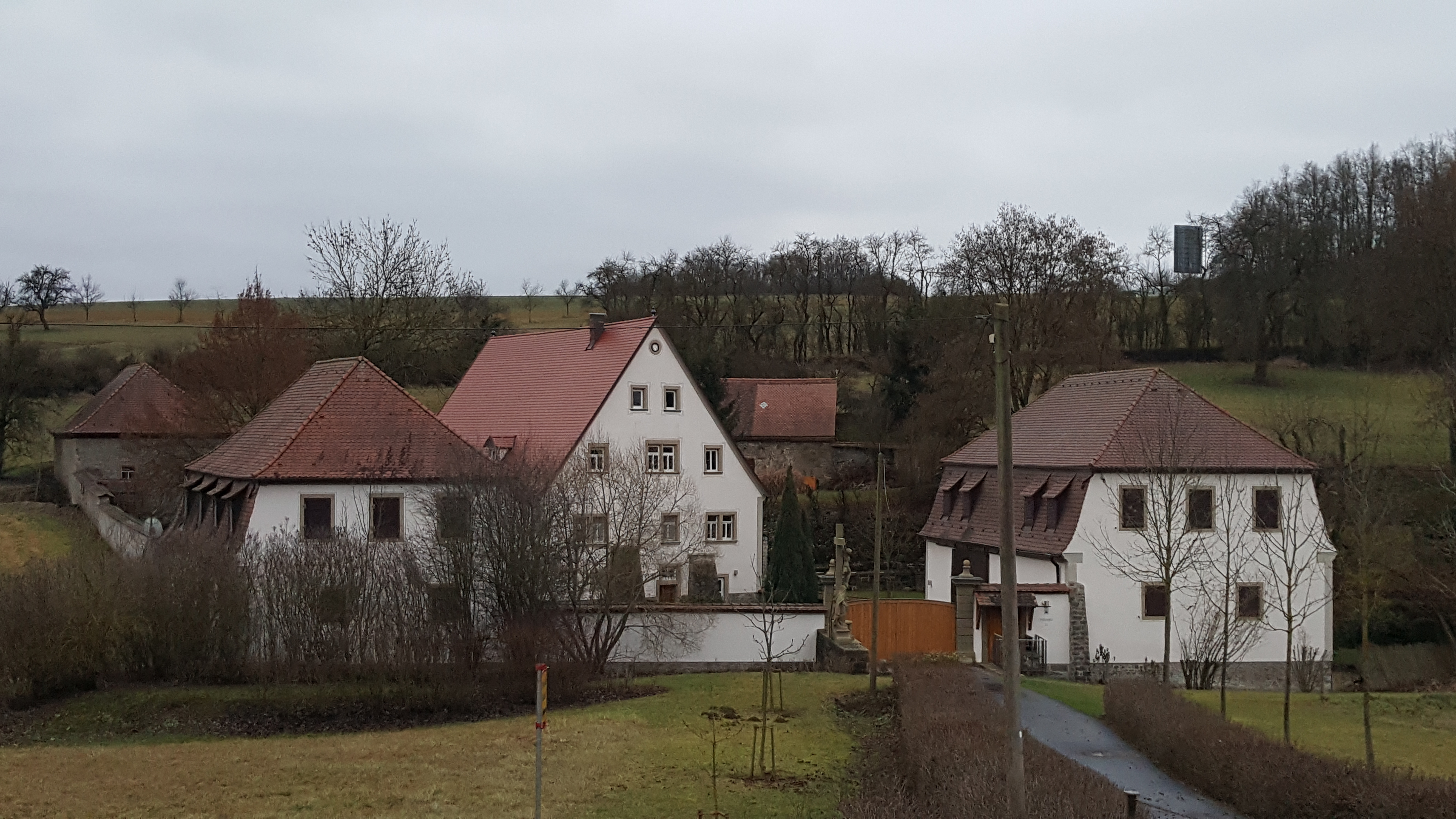
Untere Mühle – „Grießmühle“
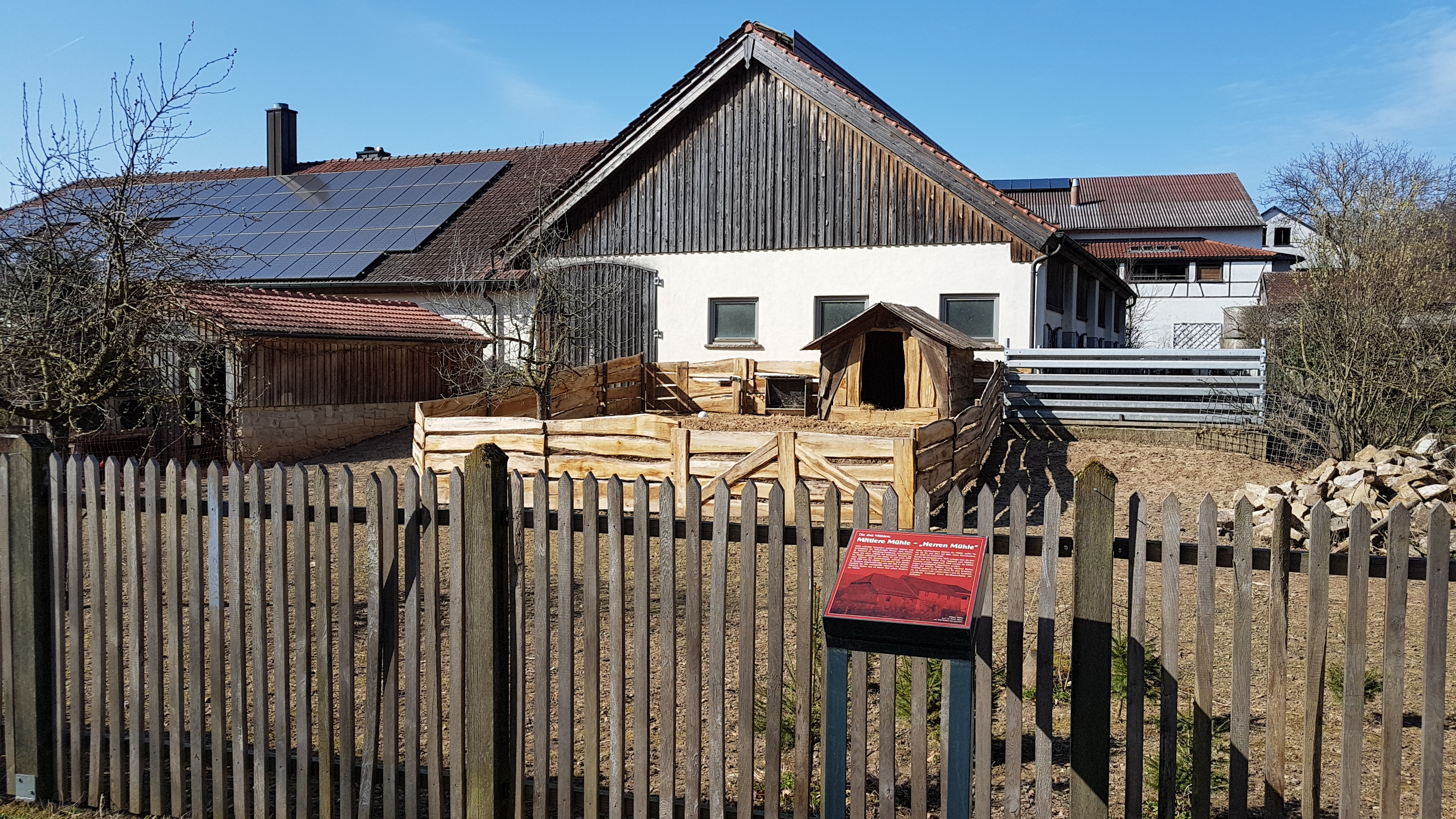
Mittlere Mühle – „Herrenmühle“

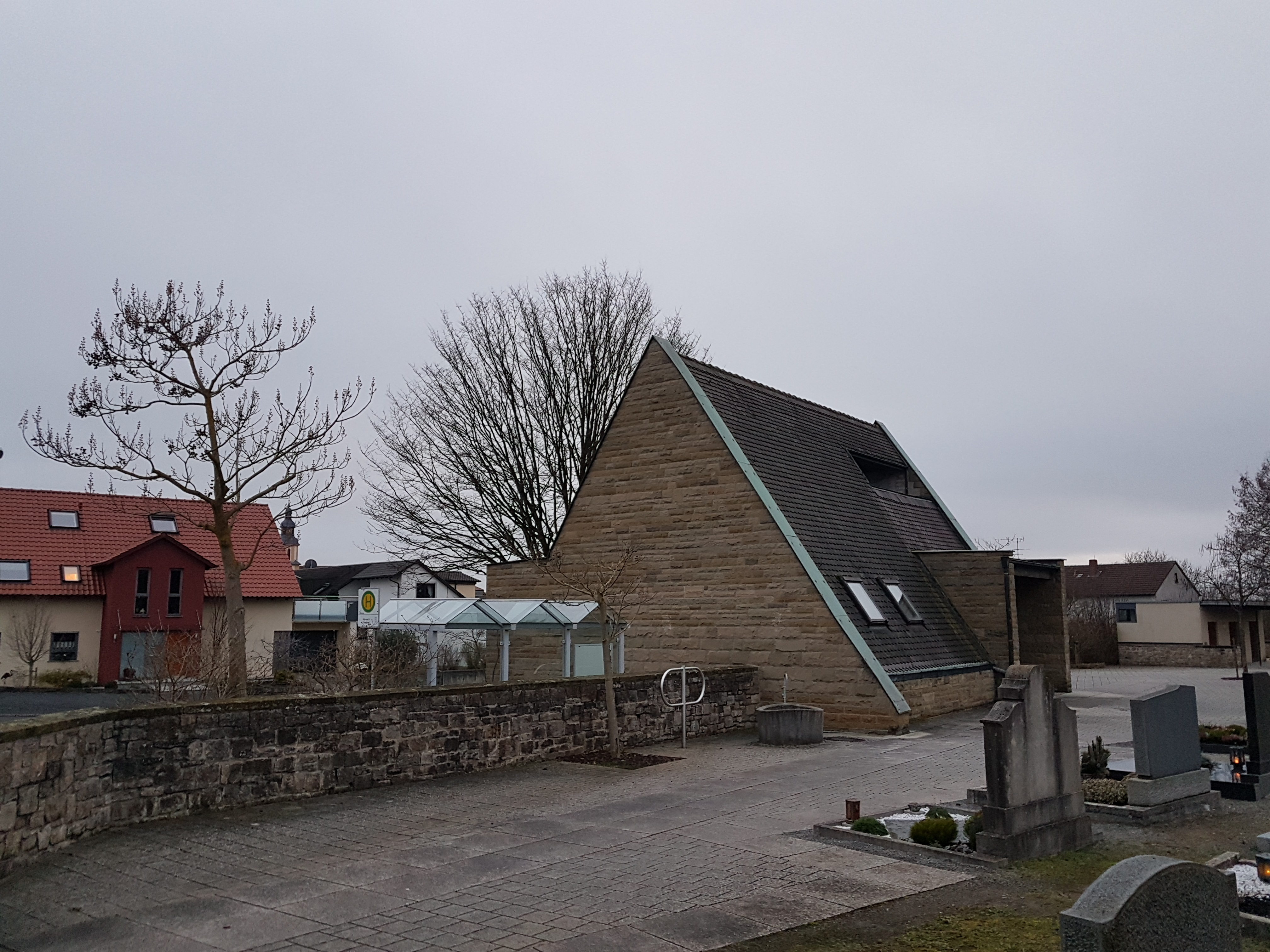
Kürnacher Friedhof

### Pfarrkirche St. Michael
In der Ortsmitte steht die römisch-katholische Pfarrkirche St. Michael von 1723/24. Diese wurde gebaut, da die alte Pfarrkirche zu Kürnach um 1715 nicht nur zu klein, sondern auch baufällig geworden war. In einem Bericht vom 27. März 1716 an das Hochfürstliche Ordinariat Würzburg wiesen Schultheiß und Gemeinde zu Kürnach auf die zu große Baufälligkeit der Pfarrkirche hin. Auch der Pfarrer von Kürnach, Martin Gößwein, erklärte in einem Schreiben an das Hochfürstliche Ordinariat vom 10. Januar 1718, „dass auch kein Pfarrkind wegen gar zu großer Gefahr und besorgenden Unheils allda den Gottesdienst anhören wolle“. Unter solchen Umständen war ein Neubau nicht zu umgehen. Der Kapitelsrat beschloss: „da das Gotteshaus nichts im Vermögen hat, so sollten die decimatoren (die Zehntempfänger) als Fürstlichen Gnaden zu Würzburg ⅔ und das Dietrichspital zu Würzburg und das Kitzinger Spital ⅓ zum Bauen beitragen“. „Im Jahre des Herrn 1723 ist die neue Kürnacher Pfarrkirche von Grund auf erbaut worden, unter der Regierung des Papstes Benedikt XIII, des Kaisers Karl VI aus dem Hause Österreich, des Johann Philipp Franz von Schönborn, des Fürstbischofs von Würzburg und Herzogs von Ostfranken und des Johann Bernhard, des Bischofs von Chrysopolis und Suffragans (oder Weihbischofs) von Würzburg unter dem Ortspfarrer Andreas Göbel und den Ortsvorsteher Gumbert Scheller. Und diese Kürnacher Kirche ist am 30. September, am 20. Sonntag nach Pfingsten, im Jahre des Herrn 1731 von Hochwürdigsten und Erlauchten Herrn Johann Bernhard, dem oben erwähnten Bischof von Chrysopolis und Weihbischof von Würzburg zu Ehren des Hl. Erzengels Michael eingeweiht worden. Niedergelegt wurden im Hochaltar, geweiht zu Ehren desselben Hl. Erzengels, die Reliquien der Heiligen Georg, Fortunatus, Pankratius und Lucia“. So steht es im lateinischen Originaltext Pfarrer Göbels am Schluss des 2. Kürnacher Matrikelbuches (Altes Taufbuch). Unter welchen wirtschaftlichen Schwierigkeiten die Kirche erbaut wurde, lässt sich nicht nur aus der langen Bauzeit (1723 – Weihe 1731) erschließen, sondern zeigt auch die Tatsache, dass die Kürnacher den Fürstbischof ersuchten, eine Kollekte abhalten zu dürfen. Die Erbauung der Kirche fällt in die Zeit des Barock. Sie trägt auch unverkennbare Stilmerkmale dieser Zeit. Dies zeigt sich besonders in der leicht beschwingten, durch Pilaster (flache Wandpfeiler) gegliederten Westfassade. Diese wird oben von einem Dreiecksgiebel mit geschweiften Seitenstücken abgeschlossen. Bemerkenswert sind auch die reich gegliederten Hauseinrahmungen der Fenster sowie die kunstvoll gearbeitete gebrochene Rahmung des Hauptportals (ebenso des südlichen Seitenportals) mit dem darüber liegenden Dreiecksgiebel. Über dem Hauptportal ist die Inschrift zu lesen: „ANNO 1723 IST DISE KIRCHEN ZU EHRN GOTTES AUFERPAUD WORTEN“. Die Kürnacher Pfarrkirche hatte, dem Stil der Zeit entsprechend, eine barocke Innenausstattung. Allerdings ist davon nur eine Figur erhalten geblieben, die künstlerisch wertvolle barocke Strahlenkranz-Madonna, die heute ihren Platz am linken Seitenaltar der Kirche hat. Am 27. September 1887 wurde der neue Kreuzweg, Relieffiguren aus Holz, gefertigt von Bildhauer Matthäus Schiestl, der Ältere aus Würzburg, von Domkapitular Schork geweiht. Schiestl fertigte auch die Tragbilder Maria und Michael, die sich heute unter der Empore befinden, sowie eine Herz-Jesu-Statue und eine Statue der Unbefleckten Empfängnis. Im Inflationsjahr 1923 wurde die Kirche erweitert. Im Juli 1947 vollendete der Maler Oskar Martin-Amorbach – mit Hilfe der jungen Malerin Hertha Müller, in der Pfarrkirche Kürnach das Deckengemälde in farbenprächtiger Freskotechnik: Die Huldigung von Himmel und Erde vor Christus, dem König. Den beherrschenden Mittelpunkt bildet Christus, der König, der auf einem von Engeln umschwebten erhabenen Throne sitzt. Darüber Gott-Vater, der Schöpfer des Himmels und der Erde, aus dessen ewiger Liebe, dem Geiste Gottes, dargestellt in der Taube und dem Strahlenbündel, Christus von Ewigkeit hervorgeht. Im Herbst 1982 begannen unter Leitung von Architekt Werner Kressierer die Planungen für eine erneute Kirchenrenovierung. In den Jahren 1983 und 1984 fand diese statt. 2001 wurde in der mittleren Nische an der Westfassade eine moderne Michaelsfigur von dem Künstler Karlheinz Oswald angebracht.

Kirchen und Kapellen in Kürnach
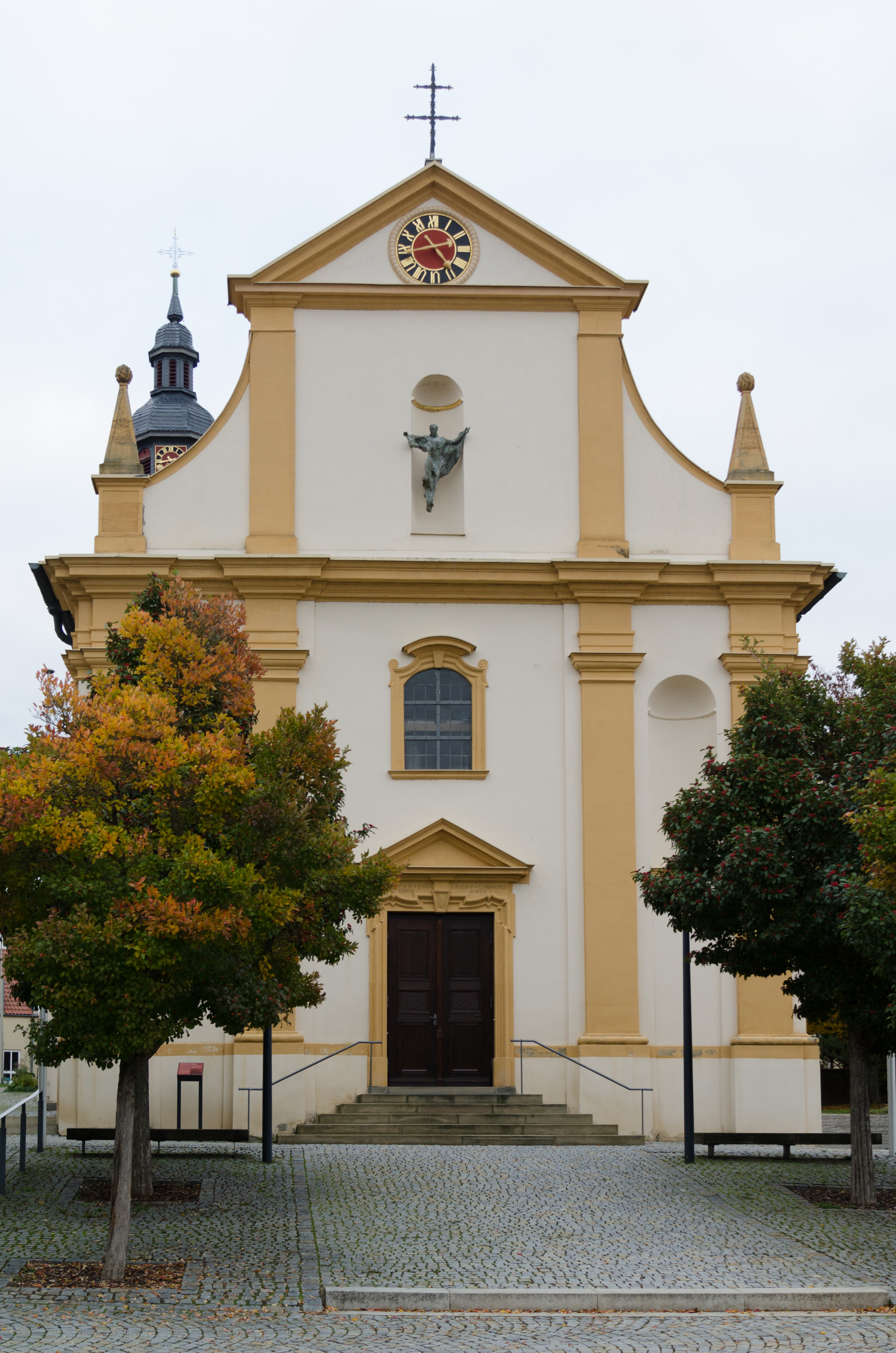
Katholische Pfarrkirche St. Michael am Kirchberg
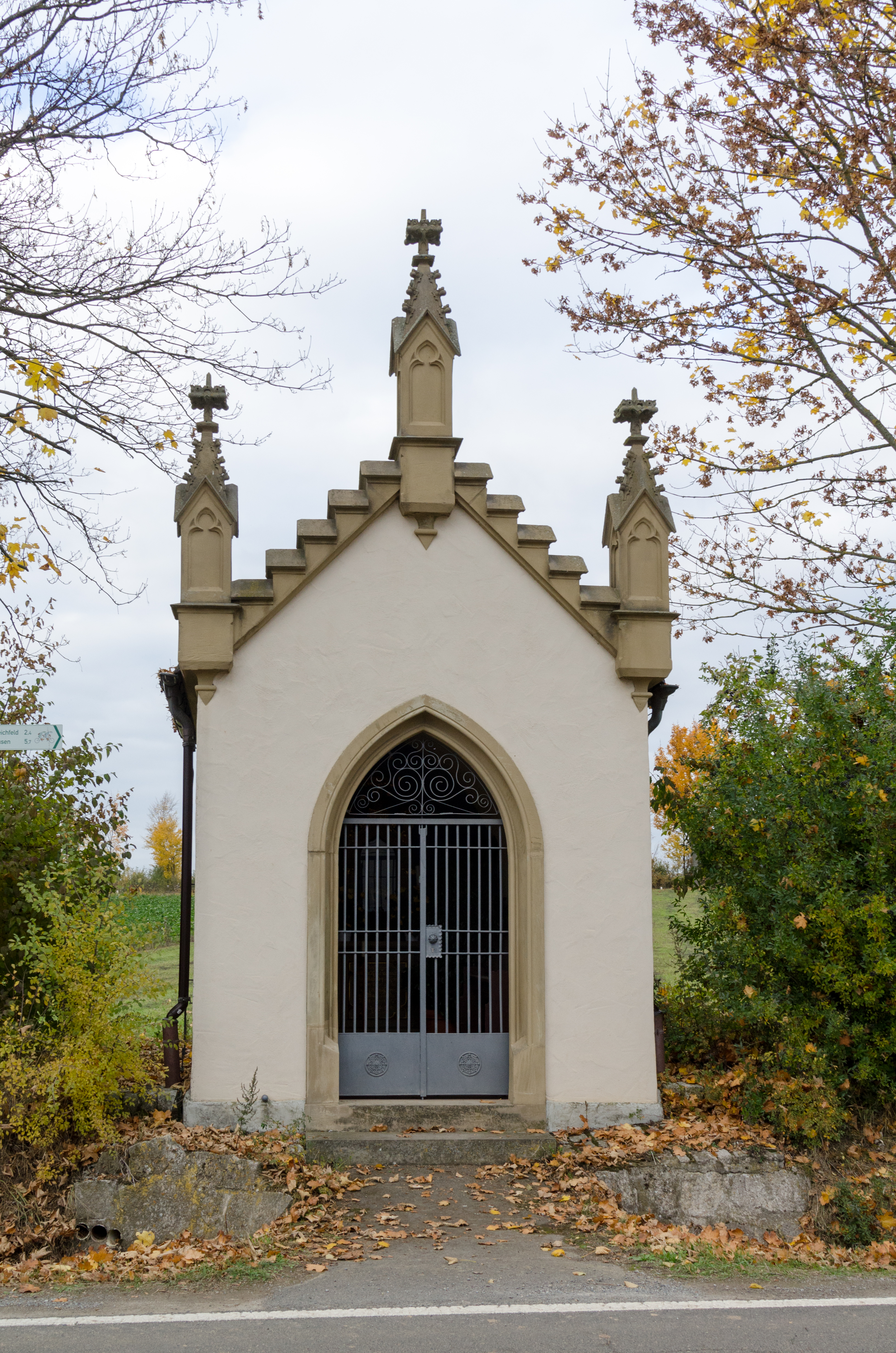
Wegkapelle bei den Schleifwegäckern
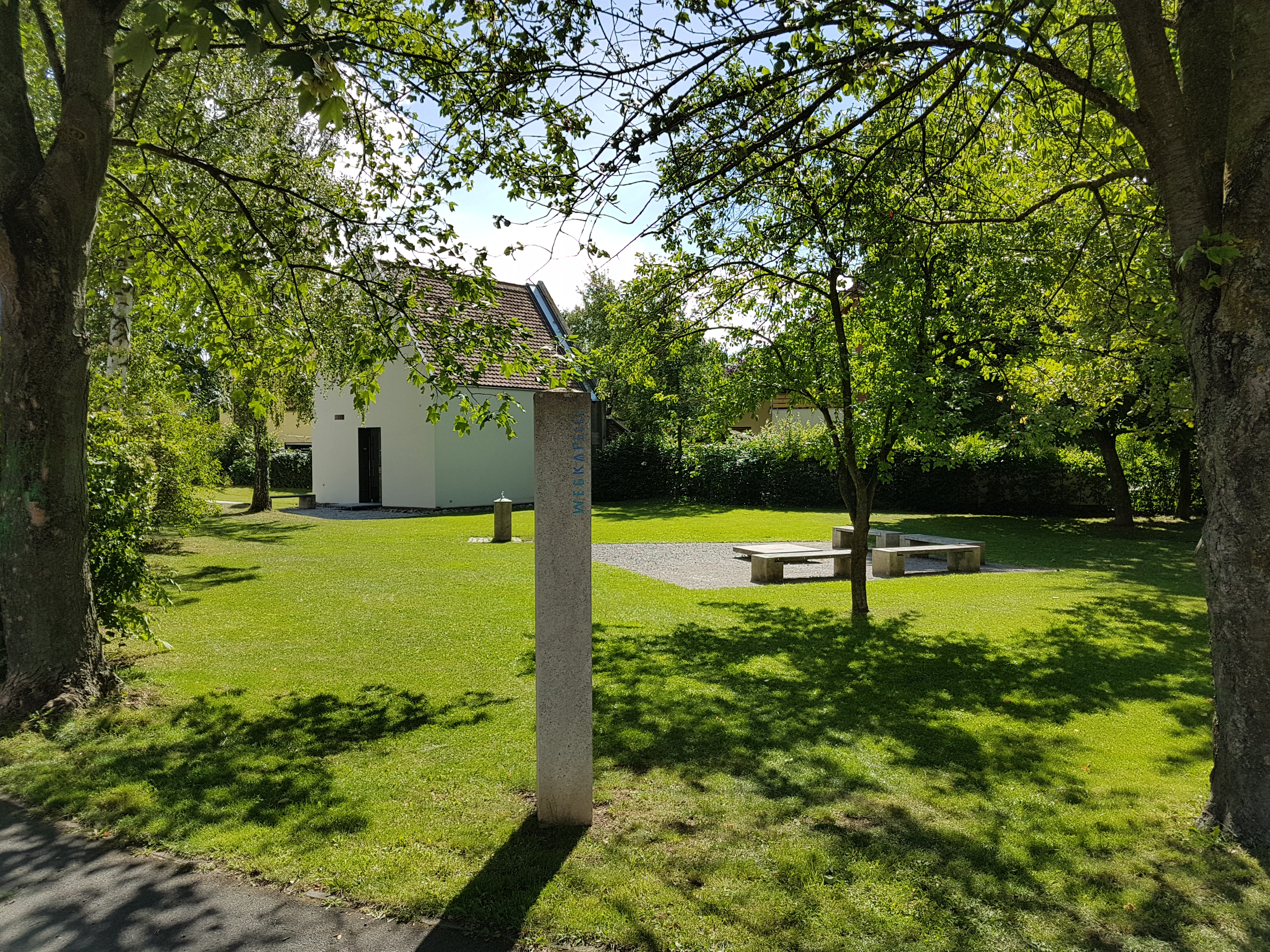
Kapelle am Rottendorfer Weg
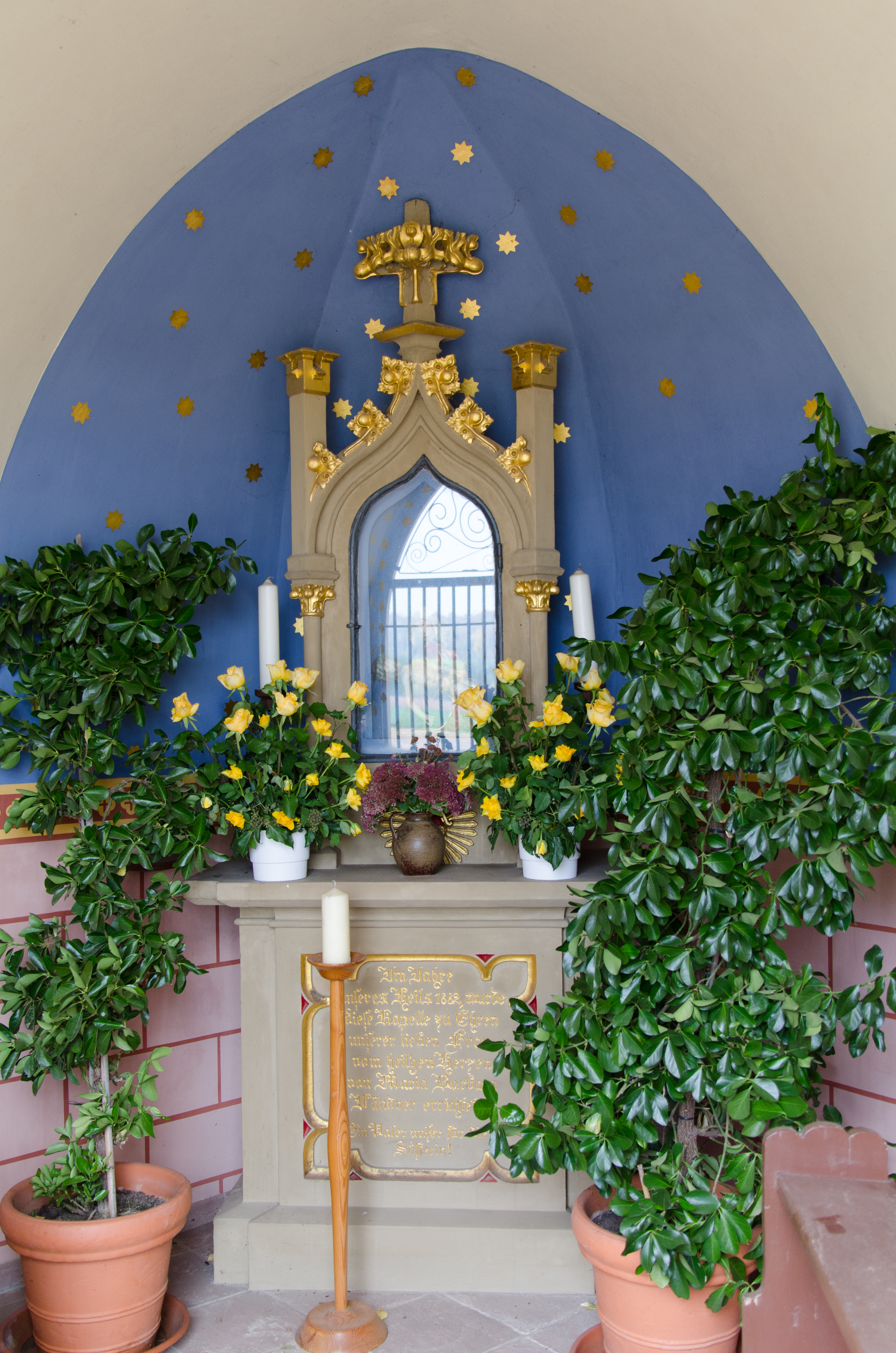
Marienkapelle an den Schleifwegäckern

### Bildstöcke und Wegkreuze
Es gibt mehrere Bildstöcke und Steinkreuze auf der Gemarkung Kürnachs. Diese sind in der Liste der Baudenkmäler in Kürnach aufgeführt.

Bildstöcke und Wegkreuze in Kürnach
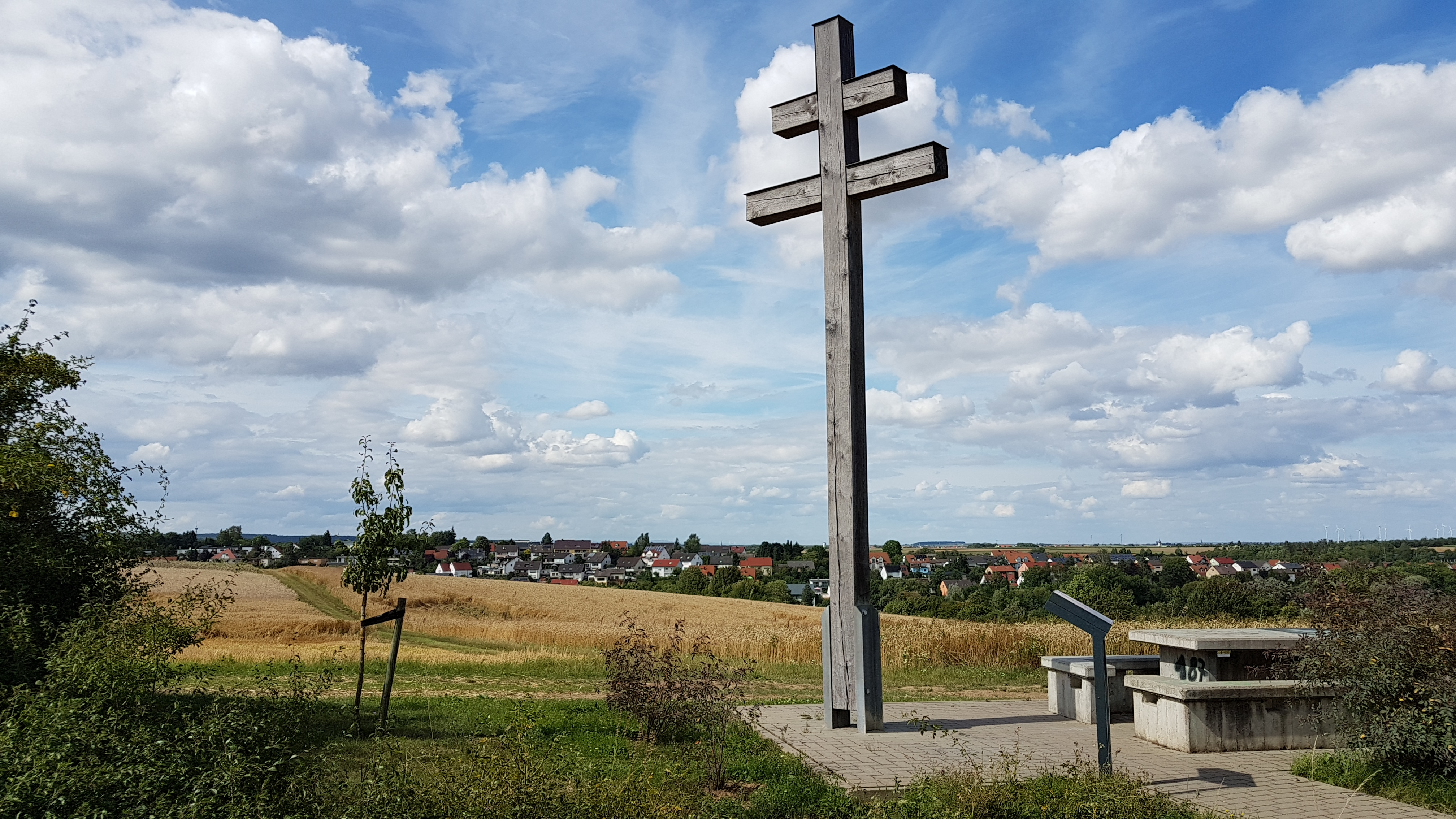
Kürnacher Patriarchenkreuz
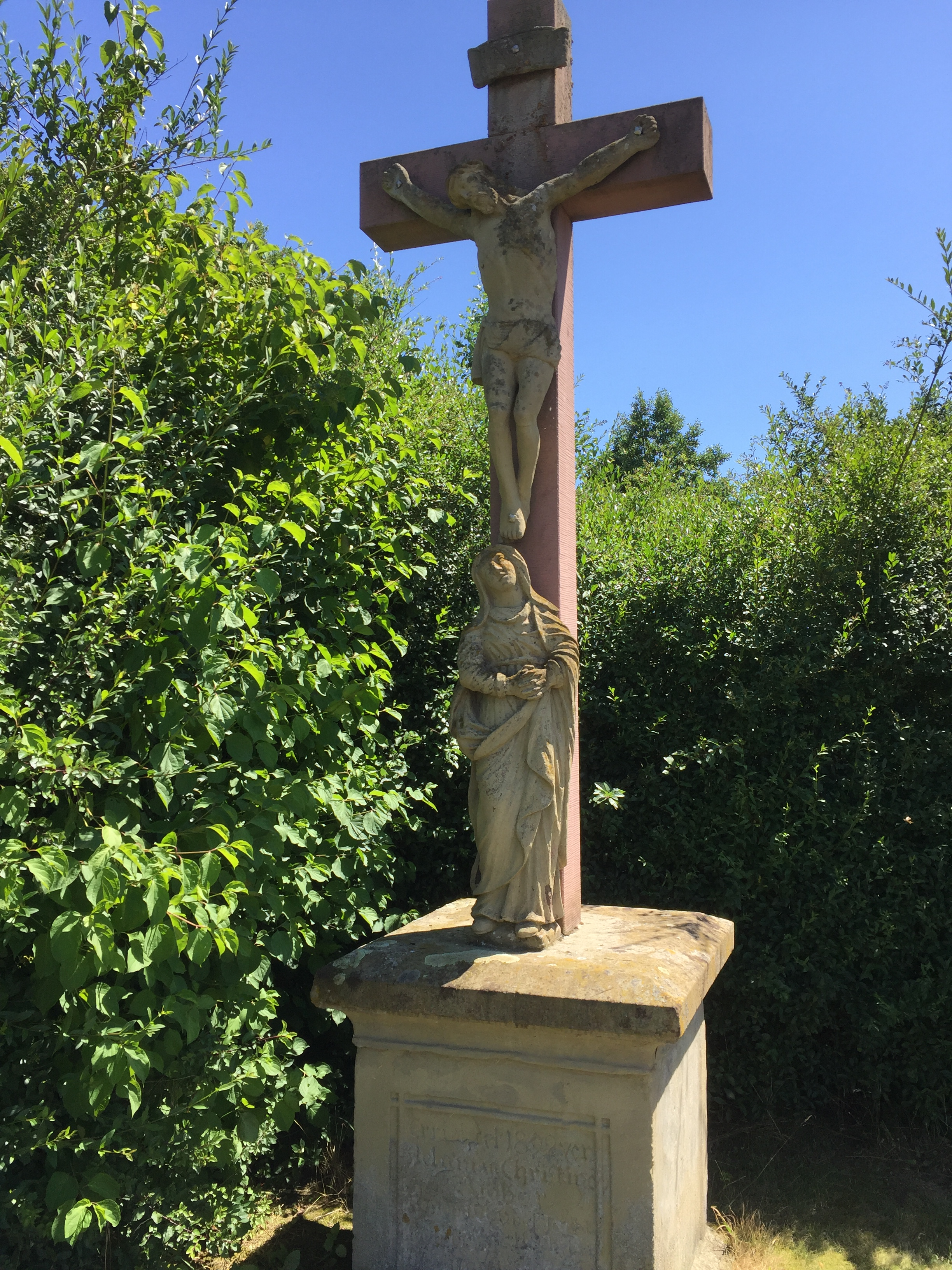
„Das rote Märterla“ von 1892
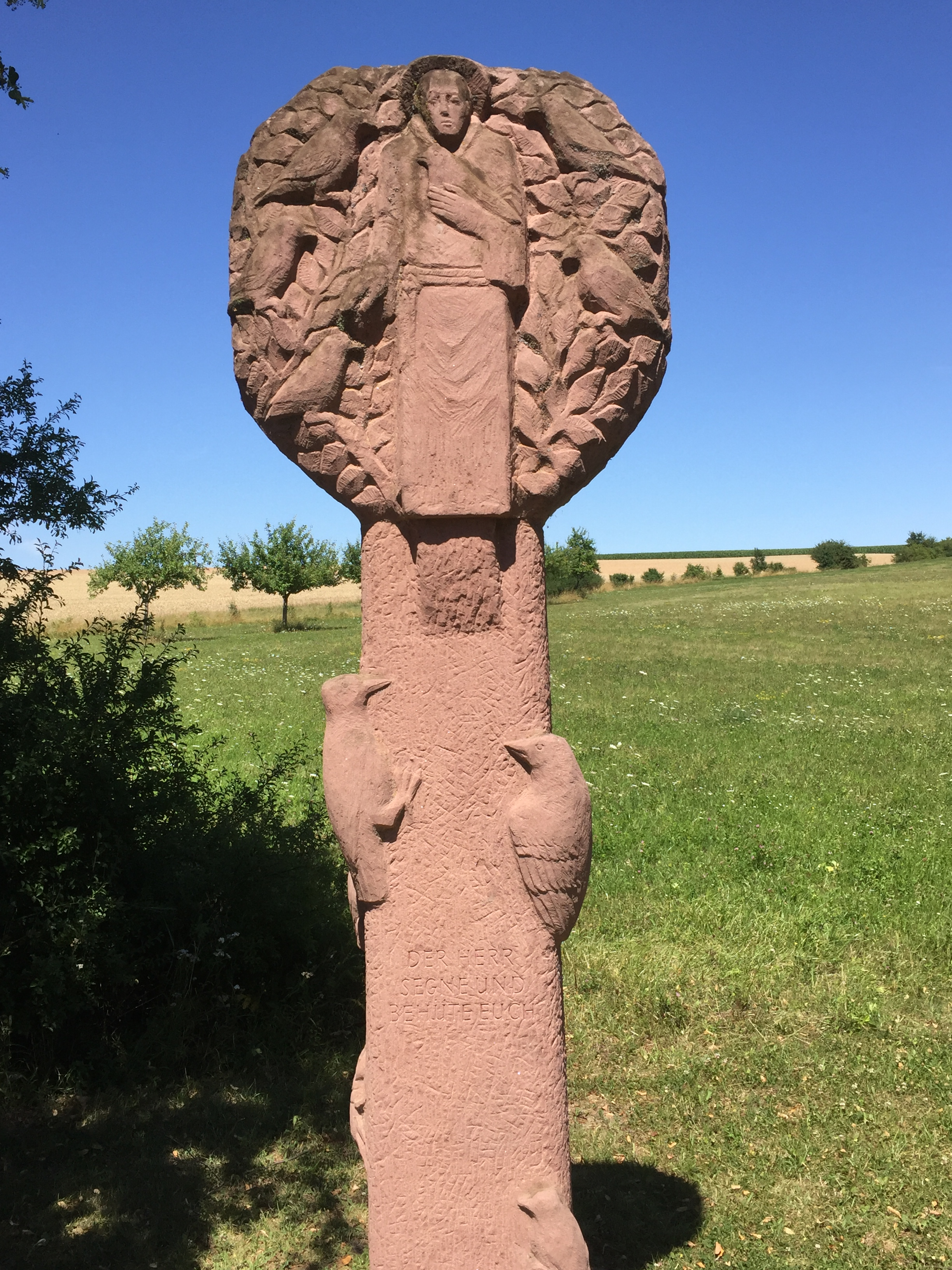
Franziskus-Bildstock von 1998
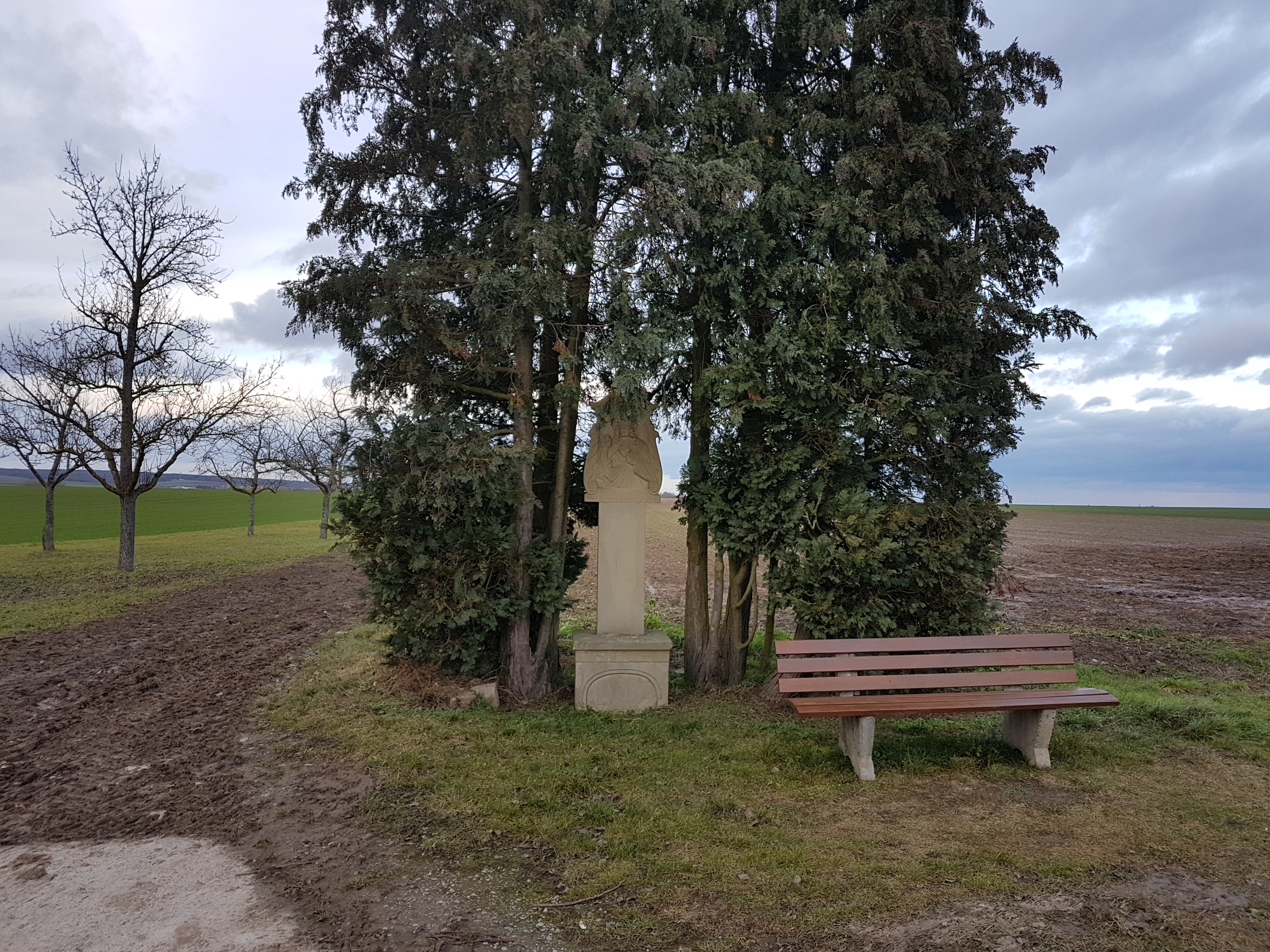
Bildstock Herz Jesu

### Wegkapellen
In Kürnach gibt es zwei Wegkapellen. Die katholische Marienkapelle im neugotischen Stil befindet sich an der Straße nach Prosselsheim und wurde 1882 von Maria Barbara Ländner gestiftet. Später wurde sie der Katholischen Kirche Kürnach vermacht und 1991 von dem ehemaligen Obstbauverein restauriert. Im Jahr 1993 fand schließlich die Segnung der Kapelle durch Domkapitular Jürgen Lenssen statt. Sie wird auch das „Kürnacher Käppele“ genannt. Die evangelisch-lutherische Wegkapelle „Wasser und Glaube“ liegt am Rottendorfer Weg entlang des Bachrundwegs Kürnach-Pleichach. Im Jahr 2011 wurde die Kapelle im ehemaligen Wasserpumpenhaus der Gemeinde gesegnet. Der Innenraum besitzt einen Glasboden, der den Blick auf die ehemalige Zisterne des Pumpenhauses freigibt und den Bezug zum Wasser herstellt. Ein Text des Kirchenlyrikers Wilhelm Willms erscheint als Schriftband in der Glasplatte über dem Wasser.

### Kultur
Das kulturelle Leben wird von den vielen Vereinen und Gruppierungen geprägt, die das ländliche Leben bereichern. Einen großen Anteil daran haben die zwei örtlichen Musikvereine. Das Jugendblasorchester Kürnachtal wurde 1980 von jungen Musikern gegründet, die keinen Anschluss an die bereits ortsansässige Trachtenkapelle fanden oder finden wollten. Die Musiker wurden mit einer von der 1930 geborenen Ehrenbürgerin und ab 1961 als Lehrerin in Kürnach tätigen Pädagogin Christine Demel (geborene Falge) entworfenen neuen fränkischen Tracht, die heute noch bei Auftritten getragen wird, eingekleidet. Dieser Musikverein deckt heute, angefangen von der musikalischen Grundausbildung über Einzelunterricht bis zu den drei Orchestern die komplette Bandbreite an Blasmusik ab. Seinen bisher größten Erfolg konnte er 2005 mit seinem Symphonischen Blasorchester erzielen, als er bei dem Internationalem Orchesterwettbewerb in München als bestes bayerisches Vereinsorchester ausgezeichnet wurde.
Der 1928 von Kürnacher Bürgern gemeinsam mit Oberlehrer Dietrich gegründete Gesangverein Eintracht Kürnach ergänzt seitdem das kulturelle Leben in und um Kürnach mit drei verschiedenen Chören und der Theatergruppe. Diese entstand, nachdem am 15. Dezember 1929 der Beschluss gefasst wurde, eine Theaterbühne anzuschaffen, nachdem bereits seit dem Jahr 1929 bei jedem Familienabend des Vereins kleine Einakter aufgeführt wurden, jedoch ohne eigene Bühne. Nach einer Zwangspause wegen des Zweiten Weltkrieges und den damit verbundenen Folgen und Schicksalsschlägen nahm man am 30. März 1949 bei einem „Bunten Abend“ mit einem ernsten Einakter die Tradition der Theateraufführungen wieder auf. Am Palmsonntag 1950 wurde das ernste Stück „Memento“, das Stück von Tod und Auferstehung aufgeführt. Nach fröhlichen Stücken in den Folgejahren war 1953 das letzte Jahr, in dem nur ein ernstes Stück „Unter dem Schutz der Muttergottes“ gespielt worden ist. Acht Jahre waren seit Kriegsende vergangen, und die Menschen sehnten sich mehr und mehr nach einem Lachen, nach Entspannung. Man versuchte nun, jeweils ein ernstes und ein lustiges Spiel zu wählen. Seit 1990 werden ausschließlich Komödien im Pfarrzentrum in Kürnach aufgeführt. Außerdem ergänzt die Sing- und Musikschule Würzburg den örtlichen Einzelunterricht mit Instrumenten.
Der Verein Kürnacher Kulturwerkstatt wurde im November 2007 von Kürnachern gegründet, um im renovierten Saal des Alten Rathauses kulturelle Events, wie Musikveranstaltungen, Ausstellungen, Lesungen, Kabarett, Theater, Tanzveranstaltungen und Vorträge anzubieten. 2008 erhielt der Verein den Main-Post-Förderpreis „Zeichen setzen“.
In Kürnach findet ganzjährig die Ausstellung „Kürnacher Lebensräume“ statt. Hierfür dient eine 1971 als Feuerwehrhaus errichtete Gerätehalle als Ausstellungsraum. Mit den „Kürnacher Lebensräumen“ soll anhand einer Ausstellung von Tierpräparaten heimischer Tiere und Pflanzen, des Aufzeigens der Lebensräume und der pädagogischen Auseinandersetzung mit dem Thema „Modernes Leben im Einklang mit der Umwelt“ für alle Altersgruppen eine begreif- und erlebbare Aufbereitung erfolgen.
Außerdem trugen die Kürnacher Frauen und Mädchen jahrhundertelang eine Tracht, welche der typischen Tracht aus dem Landkreis Schweinfurt sehr ähnelte. Sie bestand aus einem Ruckser, einem Rock und bei verheirateten Frauen auch aus einer Taufhaube. Als 1925 Bischof Matthias Ehrenfried die erweiterte Kürnacher Pfarrkirche St. Michael weihte, lobte und ermahnte er ausdrücklich die Kürnacher Frauen, doch ja ihre schöne alte fränkische Tracht zu erhalten. Noch 1979 wurde von den älteren Kürnacher Frauen die Tracht in vereinfachter Form getragen. Sie trugen die allgemeine Werktagstracht aus kleingemusterten, dunklen Baumwollstoffen und zogen zum Kirchgang die gefältelten Röcke an, darüber seidene Schürzen, Bluse und Wolljäckchen und je nach Festtag ein anderes wollenes oder seidenes Kopftuch. Für normale Sonntage wurde ein wollenes dunkelblaues Kopftuch mit Blumenmuster getragen, an Begräbnissen und hohen Festtagen weiße Seidentücher. Kürnach hat in seiner seit dem Chausseebau (heutige B 19) etwas isolierten Lage und seiner von einer jahrhundertealten strengen Dorfordnung geprägten bäuerlichen Gemeinschaft die Frauentracht überraschend gut bewahrt. Es gibt noch zahlreiche Exemplare der seidenen, prächtigen Bauerntracht in den alten Häusern. Heutzutage trägt das Jugendblasorchester Kürnachtal e.V. eine moderne fränkische Tracht, die der damaligen Tracht nachempfunden ist.
Das kulturelle Angebot wird durch einige regelmäßige Veranstaltungen ergänzt. Zum einen durch das Kürnacher Dorffest. Dieses Fest wurde erstmals im Jahr 1992 mit den ortsansässigen Vereinen und Verbänden veranstaltet. Die Idee kam auf, nachdem der Bereich Semmelstraße-Hauptstraße zur Ortsstraße zurückgestuft wurde. Mit dem Dorffest wurden zwei Schwerpunktziele verfolgt. Zum einen sollte die übermäßige Flut an kleinen Festen eingedämmt werden. Das zweite Ziel war die Verbesserung der Zusammenarbeit der Kürnacher Vereine und Verbände. Seit der Sanierung der Dorfmitte findet das Fest nun auf dem Festgelände hinter der Höllberghalle statt. Des Weiteren findet der Weihnachtsmarkt und die Maibaumaufstellung jedes Jahr statt. Erwähnenswert ist auch, dass die Gemeinde für ihre bunten Blumenteppiche bei der alljährlichen Fronleichnamsprozession bekannt ist. Am alljährlichen Starkbieranstich des CSU-Kreisverbands Würzburg-Land in der Kürnacher Höllberghalle nahmen unter anderem schon Edmund Stoiber, Horst Seehofer und Manfred Weber teil.
Kürnach ist auch aufgrund seiner 23 nachgewiesenen Hausmadonnen bekannt.
Als kulinarische Spezialität gelten die Körnier Pfaffernüsse. Dies ist ein Gebäck mit vielen Gewürzen, das bevorzugt in der Vorweihnachtszeit gebacken wird.

## Wirtschaft und Infrastruktur
Die Gemeinde liegt an der überregionalen Entwicklungsachse Würzburg–Schweinfurt. Im Jahr 2016 gab es in Kürnach laut der amtlichen Statistik 1052 sozialversicherungspflichtig beschäftigte Arbeitnehmer. Hierbei stellt der Bereich Handel, Verkehr, Gastgewerbe mit 700 Arbeitnehmern den größten Sektor dar. Auf die Sektoren Produzierendes Gewerbe und Unternehmensdienstleister entfallen 159 und 143 Arbeitnehmer.

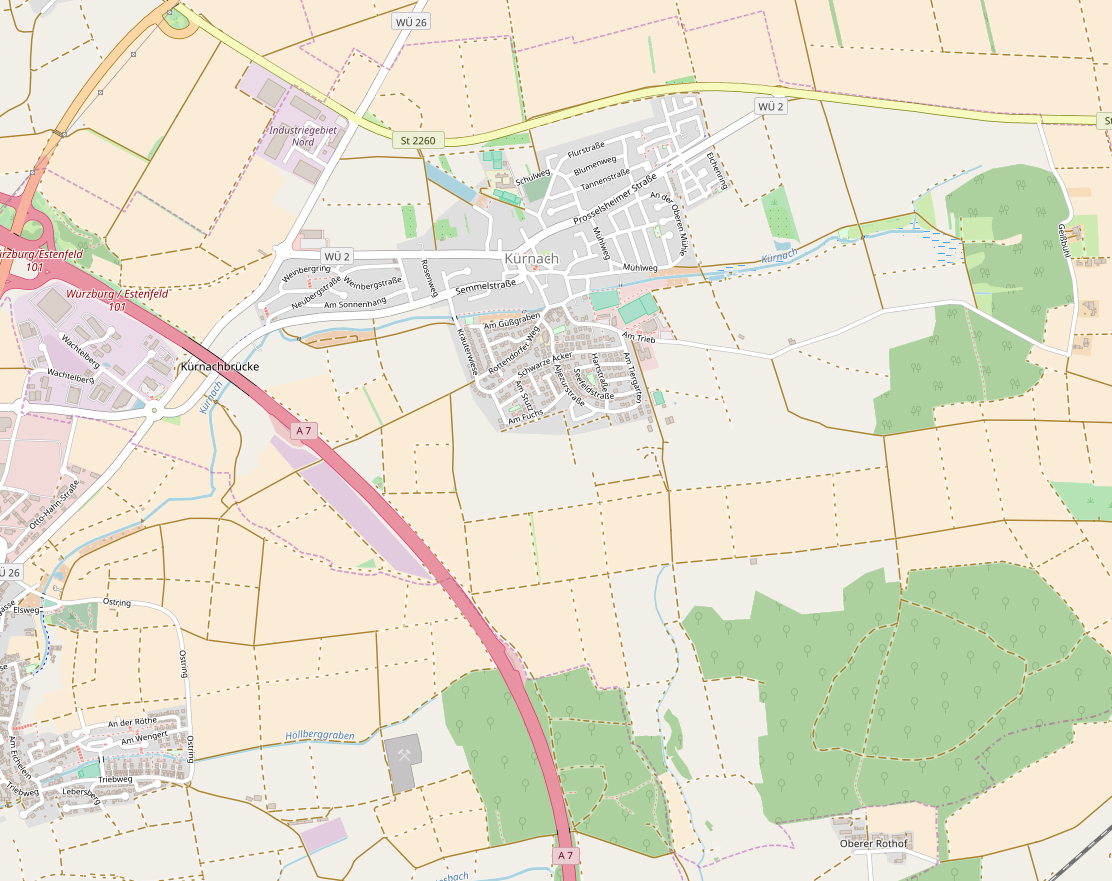
Gemarkung Kürnach

### Unternehmen
Das 1986 gegründete Familienunternehmen Öchsner-Boote mit circa 70 Mitarbeitern entwickelt und baut Motorboote. Es ist auf trailerbare Kajütboote spezialisiert, also auf Boote, die mit einem Anhänger transportiert werden können. 2018 wurde der Standort in der Brückentorstraße großflächig erweitert, an dem das Unternehmen die Boote unter anderem wartet.
Seit 1990 ist das Unternehmen Waffen Ferkinghoff in Kürnach ansässig, das sich auf den Vertrieb von Jagd- und Sportwaffen sowie Zubehör amerikanischer Hersteller spezialisiert hat. Außerdem in Kürnach angesiedelt ist eine Filiale des deutschen Logistikunternehmens Dachser. Das Unternehmen aus Kempten ist in den Geschäftsfeldern Europa-Logistik, Luft- & Seefracht sowie Lebensmittel-Logistik vertreten. Die örtliche Filiale im Industriepark Kürnach Nord, der im Jahr 2000 erschlossen wurde, ist ein wichtiges Zentrum für das europaweite Logistiknetz von Dachser. Die Spedition General Logistics Systems Germany betreibt im 1991 erschlossenen Gewerbegebiet Wachtelberg ein Depot in unmittelbarer Nähe zur Bundesautobahn 7. Als einer von drei bundesweiten Standorten der Spedition besteht das Depot Kürnach größtenteils aus recycelbaren Materialien. Die General Logistics Systems Germany ist ein Tochterunternehmen der General Logistics Systems, welche ihren Sitz in Amsterdam hat und auf Paketdienstleistungen spezialisiert ist.

### Land- und Forstwirtschaft
In der örtlichen Landwirtschaft hat sich im letzten Vierteljahrhundert ein grundlegender Wandel vollzogen. Der Anteil der landwirtschaftlichen Tätigkeit im dörflichen Leben hat stetig abgenommen und der Strukturwandel hat viele Betriebe, die seit Generationen von der Landwirtschaft lebten, zur Aufgabe gezwungen. Eine ganze Reihe von Höfen wurde deshalb in den Nebenerwerb überführt, um die Familieneinkünfte durch außerlandwirtschaftliche Berufstätigkeit stabil zu halten. Im Jahr 2004 wurden die Flächen in Kürnach von 19 Landwirten aus dem Ort, aber auch durch Bewirtschafter von außerhalb angebaut. Durch Verpachtung von Feldern an auswärtige Landwirte gingen den ortsansässigen landwirtschaftlichen Betrieben Flächen verloren. Auch durch Ausweisungen von Bau-, Gewerbe- und Industriegebieten gingen in den letzten Jahrzehnten mehr als 60 Hektar der landwirtschaftlichen Nutzung verloren.
Kürnach besitzt einen 180 Hektar großen Gemeindewald. Hier wurde bis 1982 eine Mittelwaldwirtschaft betrieben, die jedoch den Zustand des Walds immer schlechter werden ließ. Im gleichen Jahr regte das Forstamt Würzburg die Umstellung auf Hochwaldbetrieb an und 1983 die Erstellung eines neuen Forstwirtschaftsplanes. Dieser ergab, dass eine Neueinteilung des Walds unter Beibehaltung der alten Namen, aber mit Schaffung von günstigen Flächenformen vorgenommen werden muss. Auch höhere Abschusszahlen von Rehwild sollten erreicht werden. Nachdem die Jägerschaft ihre Bereitschaft erklärt hatte, die seit Jahrzehnten stark überhöhten Rehwildbestände so zu gestalten, dass die Naturverjüngung sowie Rotbuche-Pflanzungen ohne Zaun hochwachsen könnten, wurden im Rankenholz 12 Hektar und im Hartwald 4 Hektar Kulturen ohne Zaun angelegt. Am 1. März 1990 fegte der Orkan Wiebke auch über die Gemarkung von Kürnach und richtete besonders im Bereich Tiergarten-Roud unter den Birken und Aspen die größten Sturmschäden an. Die Sturmholzmenge betrug 350 Festmeter Buntlaubholz und 50 Festmeter Eiche. Noch im gleichen Jahr erfolgten die Neubepflanzungen der Hauptsturmflächen Roud von circa 7 Hektar mit 30.000 Pflanzen in Handarbeit. Weitere 27 Hektar folgten mit circa 50.000 pro Hektar.

### Öffentliche Einrichtungen
Es gibt seit 2012 ein Altenheim, das von dem Kommunalunternehmen des Landkreises Würzburg betrieben wird. Es bietet insgesamt 49 Pflegeplätze.

### Bildung
Das Schulwesen geht bis in das 16. Jahrhundert zurück. Zu Beginn wurde in einer Pfarrschule unterrichtet. 1774 gab es bereits das erste Schulhaus. Es befand sich an der Stelle des heutigen Pfarrhauses. 1879 wurde dann das neue Schulhaus am Kirchberg bezogen. Von 1968 bis 1969 wurde die neue Grundschule an der Heiligen Wiese erbaut. Am 12. Juli 1970 fand die Schuleinweihung der neuen, großzügig gebauten Schule in Kürnach statt. Der Schulneubau war nötig geworden, da in der alten Schule am Kirchberg Raummangel geherrscht hatte. 1984 folgte eine große Freisportanlage und 2003 ein umfangreicher Erweiterungsbau. 2010 wurde die Grundschule energetisch saniert. Im Schuljahr 2016/17 besuchten 240 Schüler die Schule, die von 13 Lehrern unterrichtet wurden. Weiterführende Schulen bis zum Abitur befinden sich in Würzburg. Die nächstgelegene Volluniversität ist die Julius-Maximilians-Universität Würzburg.
Im Bereich der Erwachsenenbildung finden in Kürnach auch Kurse der Volkshochschule Würzburg statt.

### Medien
Die Gemeinde gehört zum Verbreitungsgebiet der Tageszeitung Main-Post. Im Lokalteil der Zeitung wird unter anderem auch über Kürnach berichtet. Zudem erhält jeder Haushalt regelmäßig die kostenfreien Zeitungen WOB und markt, die allerdings zur Mediengruppe Main-Post gehört.

### Verkehr
Die Gemeinde ist über die Bundesstraße 19 an die Bundesautobahn 7 angeschlossen. Sie führt als Nord-Süd-Achse von der dänischen Grenze in Ellund durch Schleswig-Holstein, Hamburg, Niedersachsen und Hessen, wechselt mehrfach zwischen Bayern und Baden-Württemberg und endet an der österreichischen Grenze bei Füssen. Diese führt südwestlich von Kürnach vorbei und kreuzt sich im äußersten Westen des Gemeindegebietes mit der Bundesstraße 19 Würzburg – Schweinfurt (Auffahrt AS 101, Würzburg/Estenfeld). Diese Bundesstraße beginnt bei Eisenach und führt quer durch Südthüringen und Franken nach Südosten bis nach Baden-Württemberg und über die Schwäbische Alb zurück nach Bayern, durch das bayerische Oberschwaben und das Allgäu, wo sie in den Allgäuer Alpen an der österreichischen Grenze endet.
Einen Eisenbahnanschluss hat die Gemeinde nie besessen. Der nächstgelegene Bahnhof befindet sich 5 Kilometer nordöstlich in Seligenstadt bei Würzburg an der Bahnstrecke Bamberg–Rottendorf.
Die Gemeinde wird durch den öffentlichen Nahverkehr des Verkehrsverbunds Nahverkehr Mainfranken (NVM) mit Linien nach Würzburg verbunden, die an Werktagen halbstündig und an Ruhetagen einstündig verkehren. Außerdem gibt es eine Buslinie, die mehrmals am Tag eine Verbindung nach Volkach anbietet.
Die 24 Kilometer lange Zwei-Bäche-Tour – gekennzeichnet durch zwei Fische auf einem Fahrrad – führt über befestigte und ausgeschilderte Wege entlang der Bäche Kürnach und Pleichach. Über Estenfeld und Lengfeld besteht eine Radweganbindung an den Main-Radweg bei Würzburg.

Rad- und Wanderwege um Kürnach
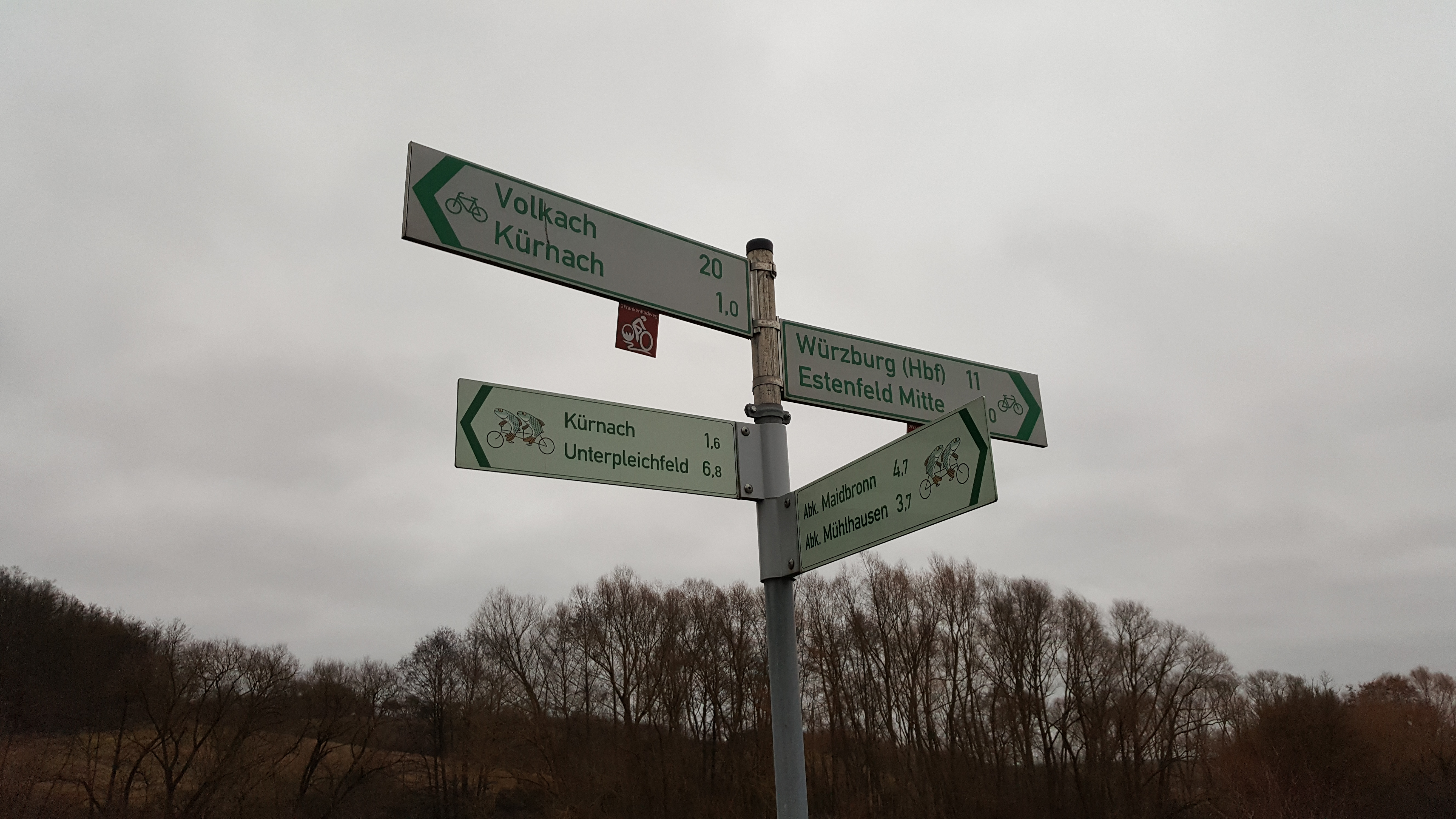
Radwegekreuzung bei Kürnach mit der Zwei-Bäche-Tour
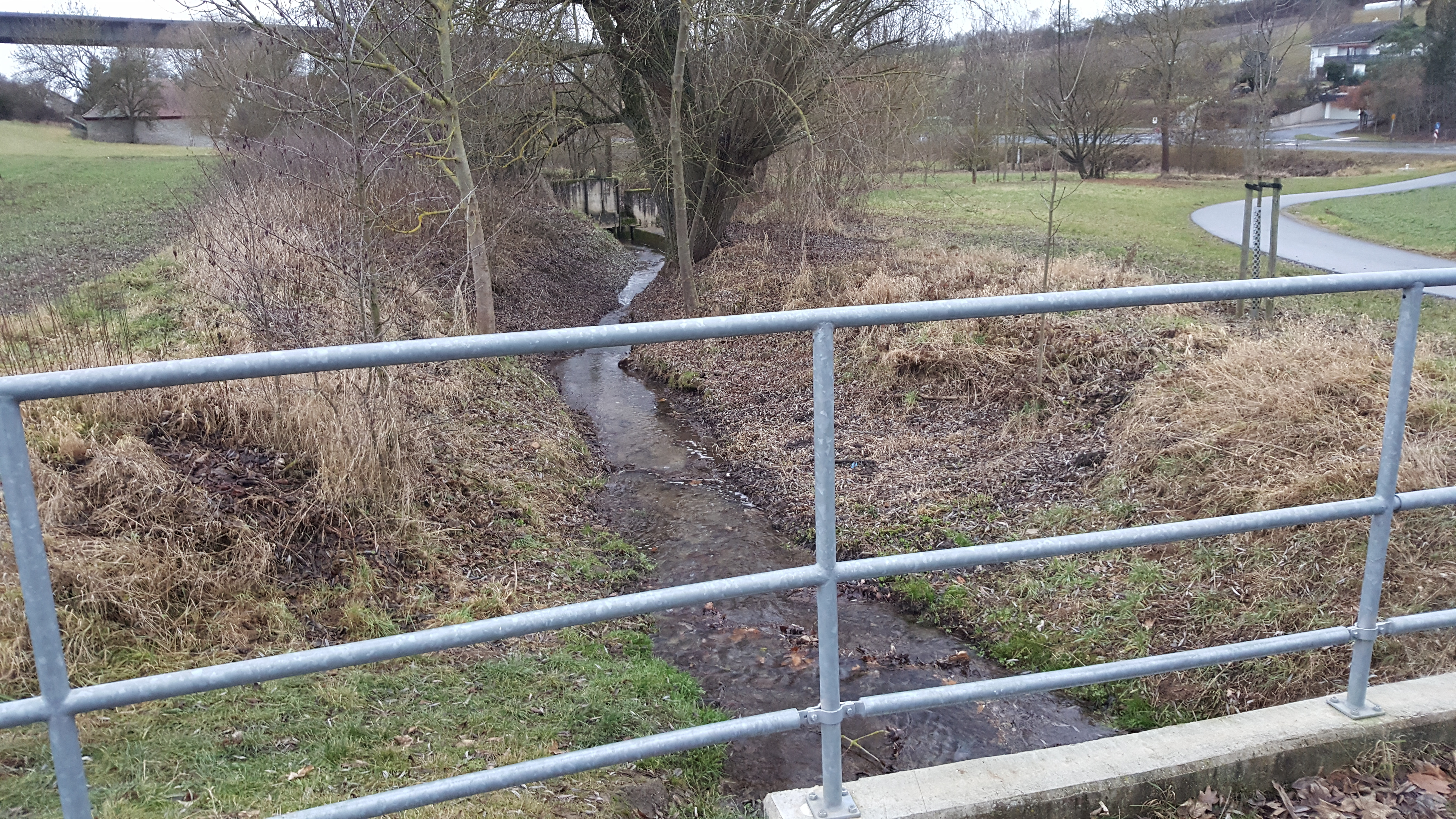
Radwanderweg über die Kürnach

## Sport
Es gibt fünf Sportvereine. Größter ist der 1946 im ehemaligen Gasthaus Heinrich gegründete SV Kürnach. Der Verein zählt heute 1200 Mitglieder in sechs Abteilungen.
Im Jahr 1998 suchten Verantwortliche des ehemaligen Post SV Sieboldshöhe, der später in den FC Würzburger Kickers integriert wurde, einen Partner und eine Halle, um ein Internationales Juniorenhallenturnier für D-Junioren zu veranstalten. Hierfür bot sich der SV Kürnach an, da die Gemeinde in Besitz der damals modernsten Halle der Region Würzburg war. 2002 folgte schließlich das Hallenturnier für C-Junioren. Bis zum Jahr 2018 fand jedes Jahr im Januar das Internationale Juniorenhallenturnier der D-Junioren in der Kürnacher Höllberghalle statt. An diesem Turnier nahmen unter anderem schon Manuel Neuer, Thomas Müller, Sami Khedira, Julian Draxler, Niklas Süle, Timo Werner, Joshua Kimmich und Leroy Sané teil. Außerdem wurde bis 2018 jedes Jahr auch ein Internationales Juniorenhallenturnier der C-Junioren von denselben Organisatoren veranstaltet. Dieses Turnier fand bis zum Jahr 2013 ebenfalls in der Höllberghalle in Kürnach mit ebenso namhaften Spielern und Trainern statt, wurde allerdings anschließend in die S.Oliver Arena nach Würzburg verlegt, um neue Zuschauer zu gewinnen. Teilnehmende Vereine waren unter anderem der FC Bayern München, Borussia Dortmund oder RB Leipzig aus dem Inland, sowie der FK Austria Wien, der FC Basel und der FC Fulham aus dem Ausland. Seit 2019 finden beide Turniere in der S.Oliver Arena statt, wobei der SV Heidingsfeld den SV Kürnach als zweiten Veranstalter abgelöst hat.
Die 1999 aus einer ehemaligen fränkischen Volkstanzgruppe hervorgegangene Schautanzgruppe Kürnach ist Mitglied im Deutschen Verband für Schau- und Gardetanzsport e.V. (DVG) und besteht aus drei Gruppen und einem Duo. Die „Chiquitas“, eine von diesen Gruppen, tanzen in der Saison 2017/18 in der Hauptklasse Charakter in der 1. Bundesliga.
1986 wurde der Sportschützenverein Kürnach mit eigenem Schießstand im Keller der Höllberghalle gegründet. Er ist Mitglied im Bund Deutscher Sportschützen und nimmt an den Wettbewerben der Deutschen Meisterschaft teil.
Der Tennisclub Kürnach wurde 1974 gegründet und ist Mitglied im Bayerischen Tennis-Verband. Die Tennisplätze mit eigenem Tennisheim befinden sich neben der Grundschule.

## Persönlichkeiten

### Ehrenbürger
- Edmund Roser, Volksschullehrer, verliehen zur Anerkennung seiner Verdienste um die Volksschule Kürnach, die er von 1880 bis 1914 leitete.
- 1917, 5. August: Joseph Kram (1870–1930), Pfarrer, verliehen zur Anerkennung seiner Verdienste um die Pfarrei Kürnach in den Jahren von 1911 bis 1930. Er veranlasste die Erweiterung der Pfarrkirche und den Bau des Kirchturmes.
- Georg Schuhmann (1878–1960), Pfarrer, verliehen zur Anerkennung seiner Verdienste um die Pfarrei Kürnach in den Jahren von 1931 bis 1954. Er schaffte ein neues Geläut und eine neue Orgel an. Außerdem setzte er sich für die Umsetzung des Deckengemäldes ein.
- 1985, 1. März: Engelhilde Wanner OSF (1905–1991), Ordensfrau, verliehen zur Anerkennung ihrer Verdienste um Kürnach als Schulleiterin, Chorleiterin, Organistin und Oberin des Kürnacher Konventes der Dillinger Franziskanerinnen.
- 2001, 21. November: Otto Habermann (1923–2014), Heizungsbaumeister, verliehen zur Anerkennung seiner Verdienste als Bürgermeister von Kürnach in den Jahren von 1984 bis 1996. Während seiner Amtsperiode wurde die Höllberghalle gebaut und viele Kinderspielplätze saniert.
- 2004, 15. Mai: Christine Demel (1930–2025), Grundschullehrerin, verliehen zur Anerkennung ihrer Verdienste als Schulleiterin der Grundschule Kürnach in den Jahren von 1981 bis 1995. Sie entwarf das Kürnacher Wappen und veröffentlichte zwei Ortschroniken. Außerdem engagierte sie sich in Kürnach in vielfältiger Weise.[106]

### Söhne und Töchter der Gemeinde
- Michael Stiehr (1750–1829), Orgelbauer
- Roswitha Heinrich (* 1950), Generaloberin der Dillinger Franziskanerinnen[107]
- Benedikta Krantz (* 1953), Äbtissin der Benediktinerinnenabtei zur Heiligen Maria

### Persönlichkeiten, die im Ort gewirkt haben
- Balthasar Neumann (1687–1753), Baumeister des Barock und Rokoko, erbaute 1751 ein neues Pfarrhaus in der Gemeinde
- Andor Ákos (1893–1940), Architekt, erbaute 1932 einen Gutshof in Kürnach
- Karl-Heinz Weis (* 1927), Dekan der Medizinischen Fakultät der Julius-Maximilians-Universität Würzburg von 1971 bis 1973, lebt in Kürnach
- Horst Herion (1941–2008), Religionspädagoge, lebte in Kürnach
- Walter Szaule (* 1944), ehemaliger Fußballspieler, lebt in Kürnach
- Manfred Ländner (* 1958), ehemaliger Landtagsabgeordneter CSU, Gemeinderat
- Rosi Wanner (* 1961), Autorin, lebt in Kürnach
- Kerstin Celina (* 1968), Landtagsabgeordnete Bündnis 90/Die Grünen, Gemeinderätin
- Thomas Eberth (* 1975), Landrat des Landkreises Würzburg, lebt in Kürnach
- Tristan Schwandke (* 1992), Rasenkraftsportler, lebte bis zum Ende seiner Grundschulzeit in Kürnach
- Laurin Heinrich (* 2001), Automobilrennfahrer, lebt in Kürnach